# Liste des membres du Conseil d'État de l'Empire russe
Liste chronologique des membres du Conseil d'État de l'Empire russe du 3 mars 1801 au 17 avril 1906. 

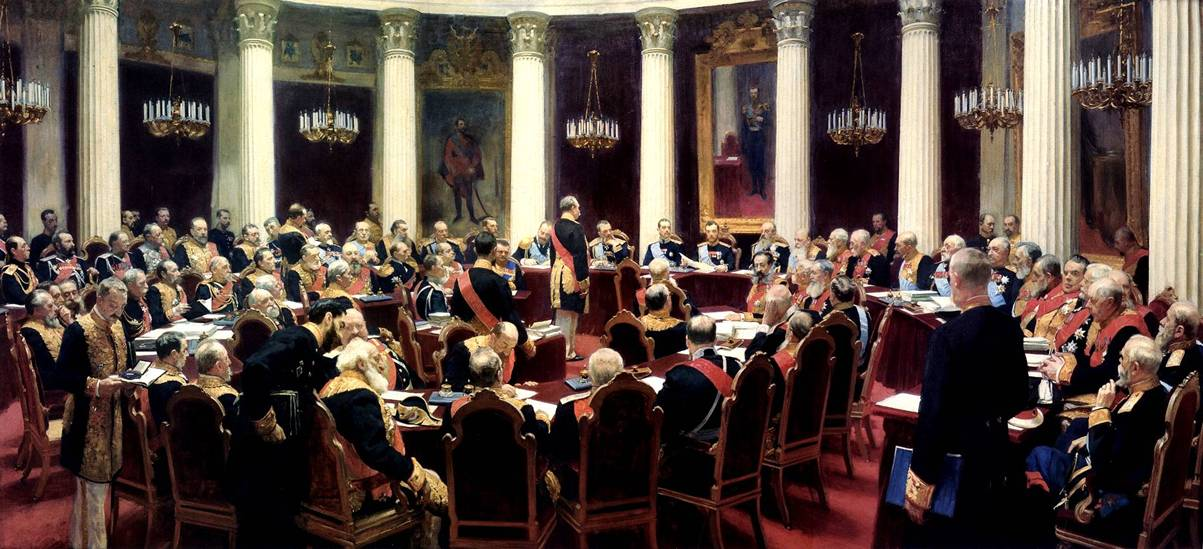
Réunion inaugurale du Conseil d'État le 7 mai 1901, jour du de sa création, une œuvre d'Ilya Efimovitch Repine (1844-1930)

## XIXesiècle

### 1801

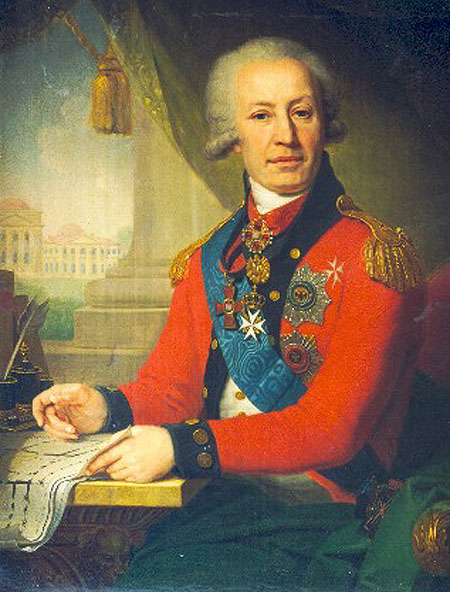
Le baron Alexeï Ivanovitch Vassiliev

- 1. Alexandre Andreïevitch Beklechov : 30 mars 1801 ;
- 2. Alexeï Ivanovitch Vassiliev : 30 mars 1801 ;
- 3. Gavriil Petrovitch Gagarine : 30 mars 1801 ;
- 4. Valerian Alexandrovitch Zoubov : 30 mars 1801 ;
- 5. Platon Alexandrovitch Zoubov : 30 mars 1801 ;
- 6. Alexandre Borissovitch Kourakine : 30 mars 1801 ;
- 7. Grigori Grigorievitch Kouchelev : 30 mars 1801;
- 8. Ivan Varfolomeevitch Lamb : 30 mars 1801 ;
- 9. Piotr Vassilievitch Lopoukhine : 30 mars 1801 ;
- 10. Piotr Alexeïevitch Pahlen : 30 mars 1801 ;
- 11. Nikolaï Ivanovitch Saltykov : 30 mars 1801 ;
- 12. Dmitri Prokofievitch Trochtchinski : 30 mars 1801 ;
- 13. Piotr Vassilievitch Zavadovski : 18 avril 1801 ;
- 14. Alexandre Romanovitch Vorontsov : 29 avril 1801 ;
- 15. Nicolas Petrovitch Roumiantsev : 17 août 1801 ;
- 16. Nikolaï Semyonovitch Mordvinov : 15 septembre 1801 ;
- 17. Victor Pavlovitch Kotchoubeï : 11 décembre 1801.

### 1802

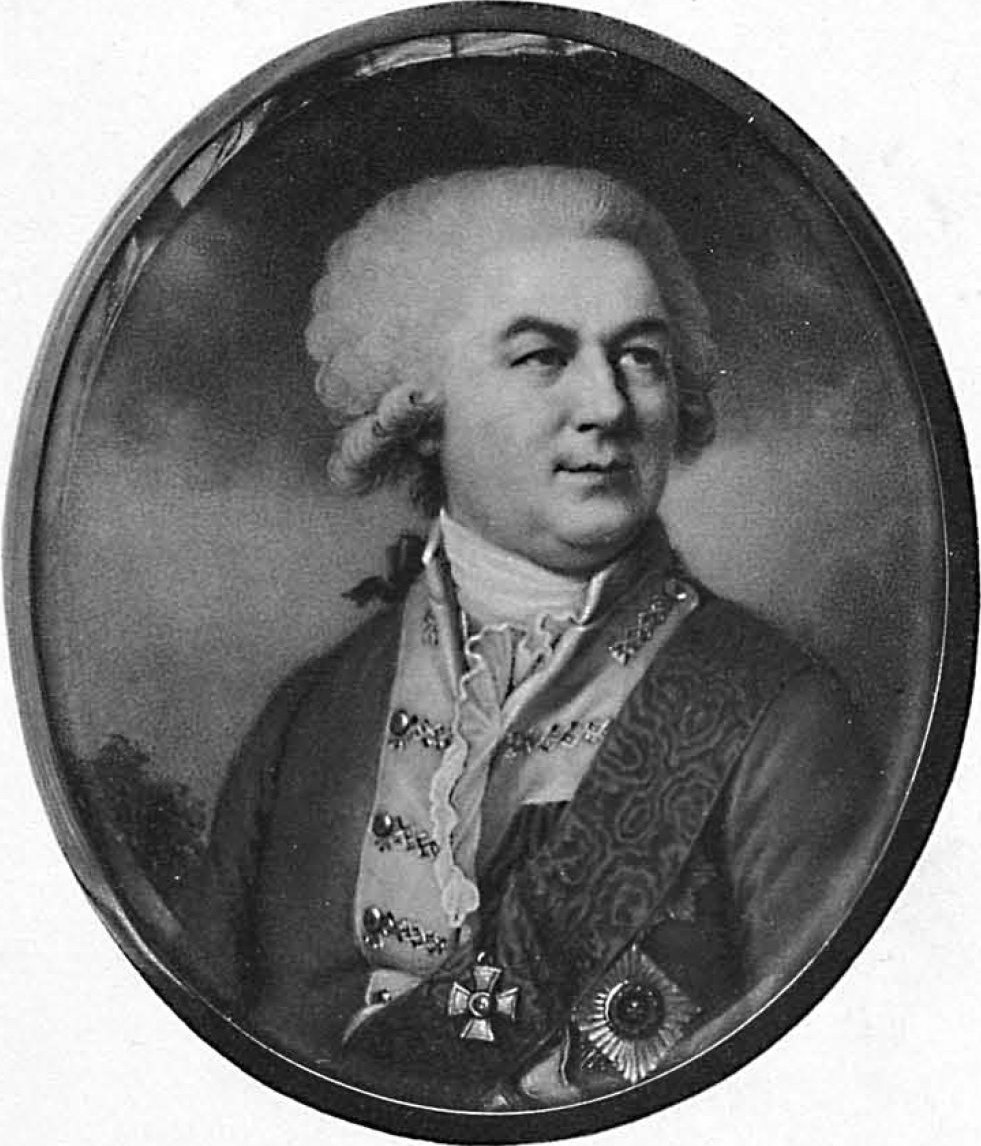
Piotr Vassilievitch Zavadovski

- 18. Sergueï Kouzmitch Viazmitinov : 15 janvier 1802 ;
- 19. Sergueï Petrovitch Roumiantsev : 21 avril 1802 ;
- 20. Gavril Romanovitch Derjavine : 22 septembre 1802.

### 1804
- 21. Andreï Iakovlevitch Budberg : 22 juillet 1804 ;
- 22. Alexis Borissovitch Kourakine : 22 juillet 1804 ;
- 23. Alexeï Sergueïevitch Stroganov : 22 juillet 1804.

### 1805
- 24. Pavel Vassilievitch Tchitchagov : 1er janvier 1805 ;
- 25. Adam Jerzy Czartoryski : 9 janvier 1805.

### 1806
- 26. Mikhaïl Fiodorovitch Kamenski : 10 juillet 1806.

### 1808

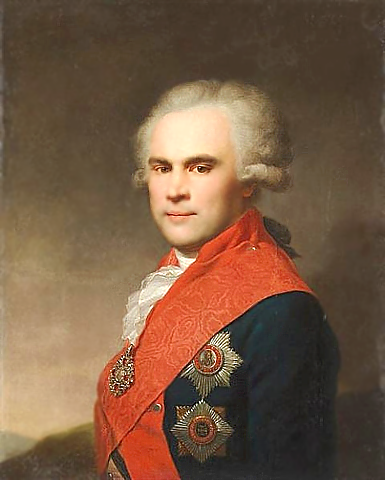
Vassili Stepanovitch Popov

- 27. Mikhaïl Mikhaïlovitch Filosofov : 10 janvier 1808 ;
- 28. Alexis Andreïevitch Araktcheïev : 10 février 1808 ;
- 29. Vassili Stepanovitch Popov : 10 février 1808 ;
- 30. Feodor Alexandrovitch Goloubtsov : 7 septembre 1808.

### 1809
- 31. Timofeï Ivanovitch Toutolmine : 3 août 1809 ;
- 32. Uvan Vassilievitch Goudovitch : 7 septembre 1809.

### 1810
- 33. Ivan Alexeïevitch Alexeev : 1er janvier 1810 ;
- 34. Alexandre Dmitrievitch Balachov : 1er janvier 1810 ;
- 35. Ivan Andreïevitch Veïdemeïer : 1er janvier 1810 ;
- 36. Alexandre Nikolaïevitch Golitsyne : 1er janvier 1810 ;
- 37. Sergueï Fiodorovitch Golitsyne : 1er janvier 1810 ;
- 38. Dimitri Alexandrovitch Gouriev : 1er janvier 1810 ;
- 39. Vilim Petrovitch Dezine : 1er janvier 1810 ;
- 40. Ivan Ivanovitch Dmitriev : 1er janvier 1810 ;
- 41. Zakhar Iakovlevitch Karneev : 1er janvier 1810 ;
- 42. Osip Petrovitch Kozodavlev : 1er janvier 1810 ;
- 43. Rodion Alexandrovitch Kochelev : 1er janvier 1810 ;
- 44. Mikhaïl Kondratievitch Makarov : 1er janvier 1810 ;
- 45. Ivan Nikolaïevitch Nepliouev : 1er janvier 1810 ;
- 46. Severin Osipovitch Pototski : 1er janvier 1810 ;
- 47. Alexandre Alexandrovitch Sablukov : 1er janvier 1810 ;
- 48. Jean-Baptiste Prevost de Sansac, marquis de Traversay : 1er janvier 1810 ;
- 49. Ivan Vasilievitch Toutolmine : 17 janvier 1810 ;
- 50. Mikhaïl Bogdanovitch Barclay de Tolly : 20 janvier 1810 ;
- 51. Alexandre Nikolaïevitch Saltykov : 4 février 1810.

### 1811

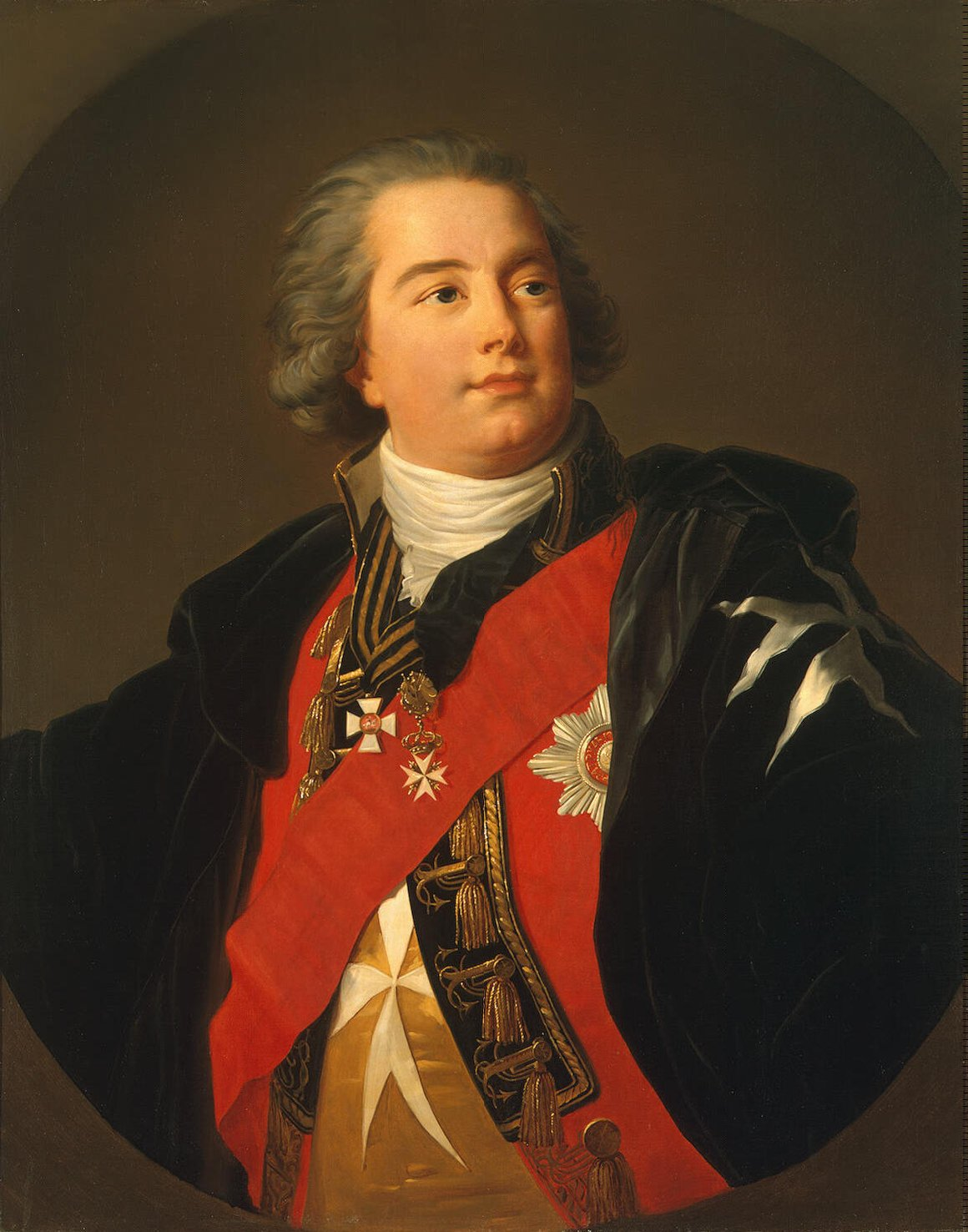
Iouli Pompeevitch Litta

- 52. Balthazar von Campenhausen : 28 janvier 1811 ;
- 53. Iouli Pompeevitch Litta : 4 juillet 1811 ;
- 54. Piotr Kornilyevitch Soukhtelen : 3 décembre 1811 ;
- 55. Alexandre Petrovitch Tormassov : 3 décembre 1811.

### 1812
- 56. Gustav Moritz Armfelt : 3 avril 1812 ;
- 57. Mikhaïl Illarionovitch Koutouzov : 2 août 1812.

### 1813
- 58. Dmitri Ivanovitch Loubanov-Rostov : 16 décembre 1813.

### 1814
- 59. Fédor Vassilievitch Rostoptchine : 30 août 1814 ;
- 60. Alexandre Semionovitch Chichkov : 30 août 1814.

### 1815
- 61. Alekseï Ivanovitch Gortchakov : 12 décembre 1815.

### 1816
- 62. Alexeï Kirillovitch Razoumovski : 1er janvier 1816 ;
- 63. Iakov Ivanovitch Lobanov-Rotovski : 22 février 1816 ;
- 64. Ivan Borissovitch Perstel : 22 février 1816 ;
- 65. Vassili Sergueïevitch Lanskoï : 22 février 1816 ;
- 66. Nikolaï Nikolaïevitch Golovine : 12 décembre 1816.

### 1817

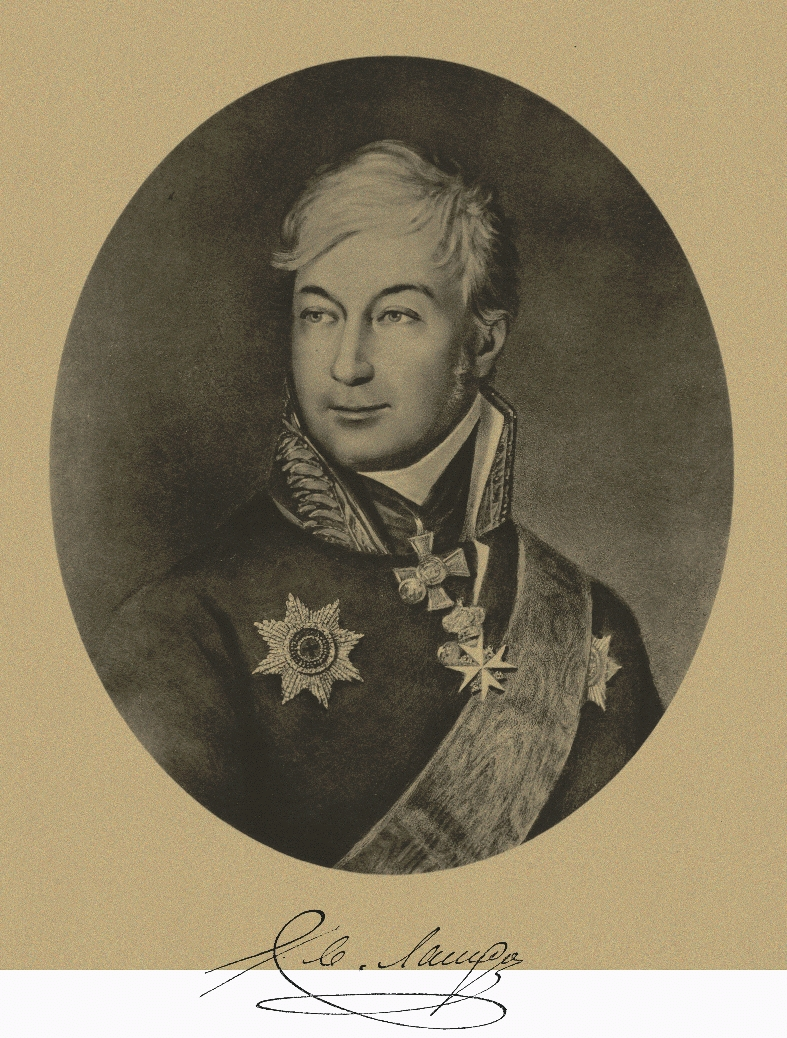
Vassili Sergueïevitch Lanskoï

- 67. Grigori Semionovitch Volkonski : 16 janvier 1817.

### 1818
- 68. Mikhaïl Andreïevitch Miloradovitch : 19 août 1818 ;
- 69. Piotr Kristinaovitch Wittgenstein : 26 août 1818 ;
- 70. Fabian Vilgelmovitch Osten-Saken : 26 août 1818 ;
- 71. Piotr Petrovitch Konovnitsyne : 2 décembre 1819 ;
- 72. Piotr Ivanovitch Meller-Zakomelski : 2 décembre 1819.

### 1821
- 73. Piotr Mikhaïlovitch Volkonski : 5 juin 1821 ;
- 74. Arkadi Ivanovitch Morkov : 5 juin 1821 ;
- 75. Karl Vassilievitch Nesselrode : 5 juin 1821 ;
- 76. Mikhaïl Mikhaïlovitch Speranski : 17 juillet 1821 ;
- 77. Illarion Vassilievitch Vasilchikov : 31 octobre 1821 ;
- 78. Iegor Frantsevitch Kankrine : 31 octobre 1821 ;
- 79. Dmitri Vladimirovitch Golitsyne : 31 octobre 1821 ;
- 80. Matveï Ivanovitch Lamzdorf : 31 octobre 1821 ;
- 81. Vassili Alexandrovitch Pachkov : 31 octobre 1821 ;
- 82. Anton Vassilievitch Moller : 25 novembre 1821.

### 1822

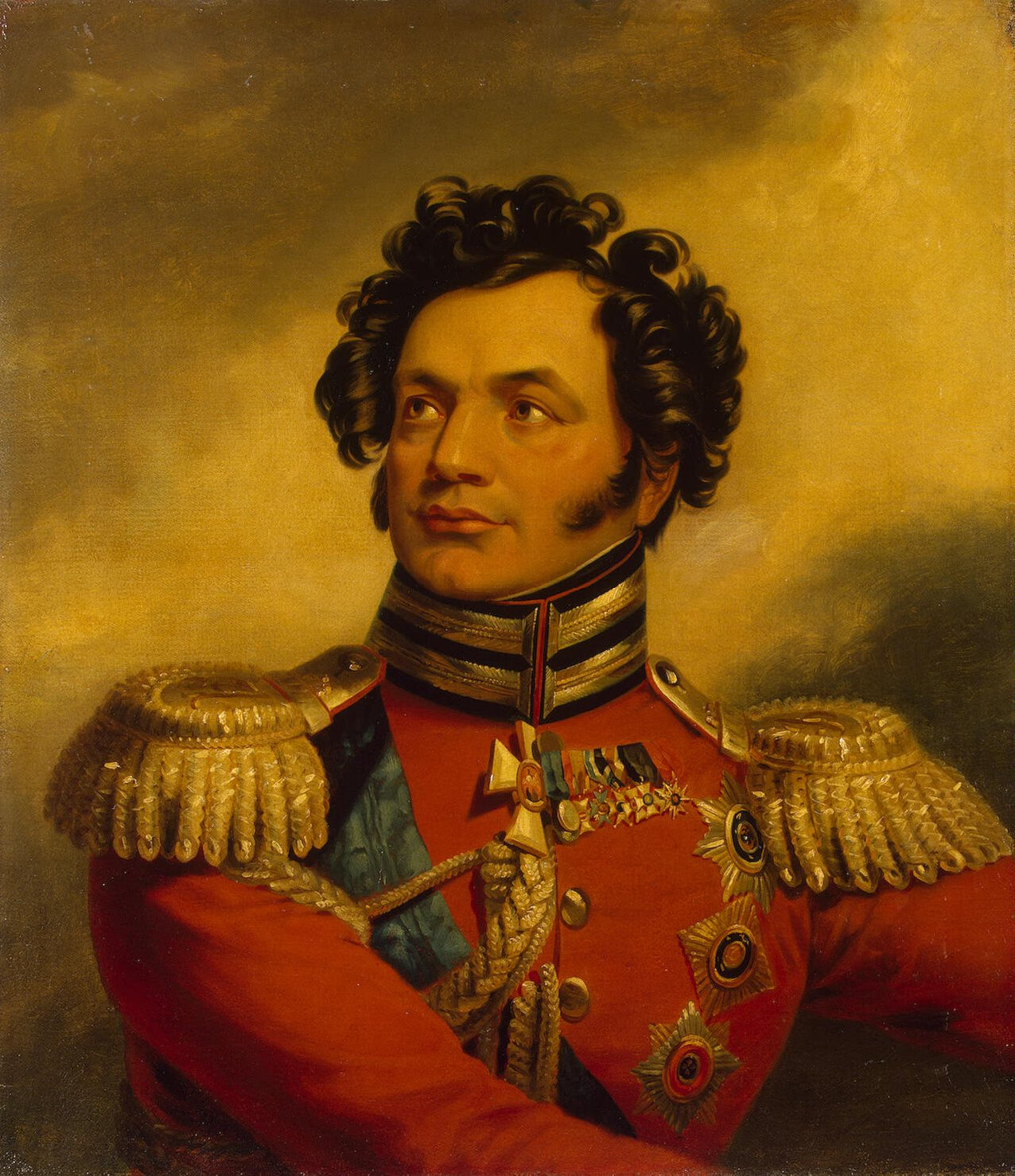
Le général Fiodor Petrovitch Ouvarov

- 83. Piotr Kondratievitch Kartsov : 1er janvier 1822 ;
- 84. Alexeï Oulyanovitch Bolotnikov : 30 août 1822.

### 1823
- 85. Ivan Ivanovitch Dibitch : 30 août 1823 ;
- 86. Sergueï Nikolaïevitch Saltykov : 30 août 1823 ;
- 87: Alexandre Iakovlevitch Sykine : 30 août 1823 ;
- 88. Alexandre Ivanovitch Tatichtchev : 30 août 1823 ;
- 89. Piotr Aleksandrovitch Tolstoï : 30 août 1823 ;
- 90. Fiodor Petrovitch Ouvarov : 30 août 1823 ;
- 91. Nikolaï Borissovitch Ioussoupov : 30 août 1823.

### 1825
- 92. Grand-duc Mikhaïl Pavlovitch de Russie : 17 décembre 1825 ;
- 93. Pavel Vassilievitch Golenitchev-Koutouzov : 28 décembre 1825.

### 1826
- 94. Karl Andreïevitch Lieven : 26 janvier 1826 ;
- 95. Nikolaï Nikolaïevitch Raevski : 26 janvier 1826 ;
- 96. Mikhaïl Semionovitch Vorontsov : 24 mai 1826 ;
- 97. Alexandre de Wurtemberg : 5 décembre 1826.

### 1827
- 98. Alexeï Zakharovitch Khitrovo : 6 avril 1827 ;
- 99. Alexeï Nikolaïevitch Olenine : 29 avril 1827 ;
- 100. Karl Ivanovitch Opperman : 26 août 1827 ;
- 101. Grigori Alexandrovitch Stroganov : 2 octobre 1827.

### 1828

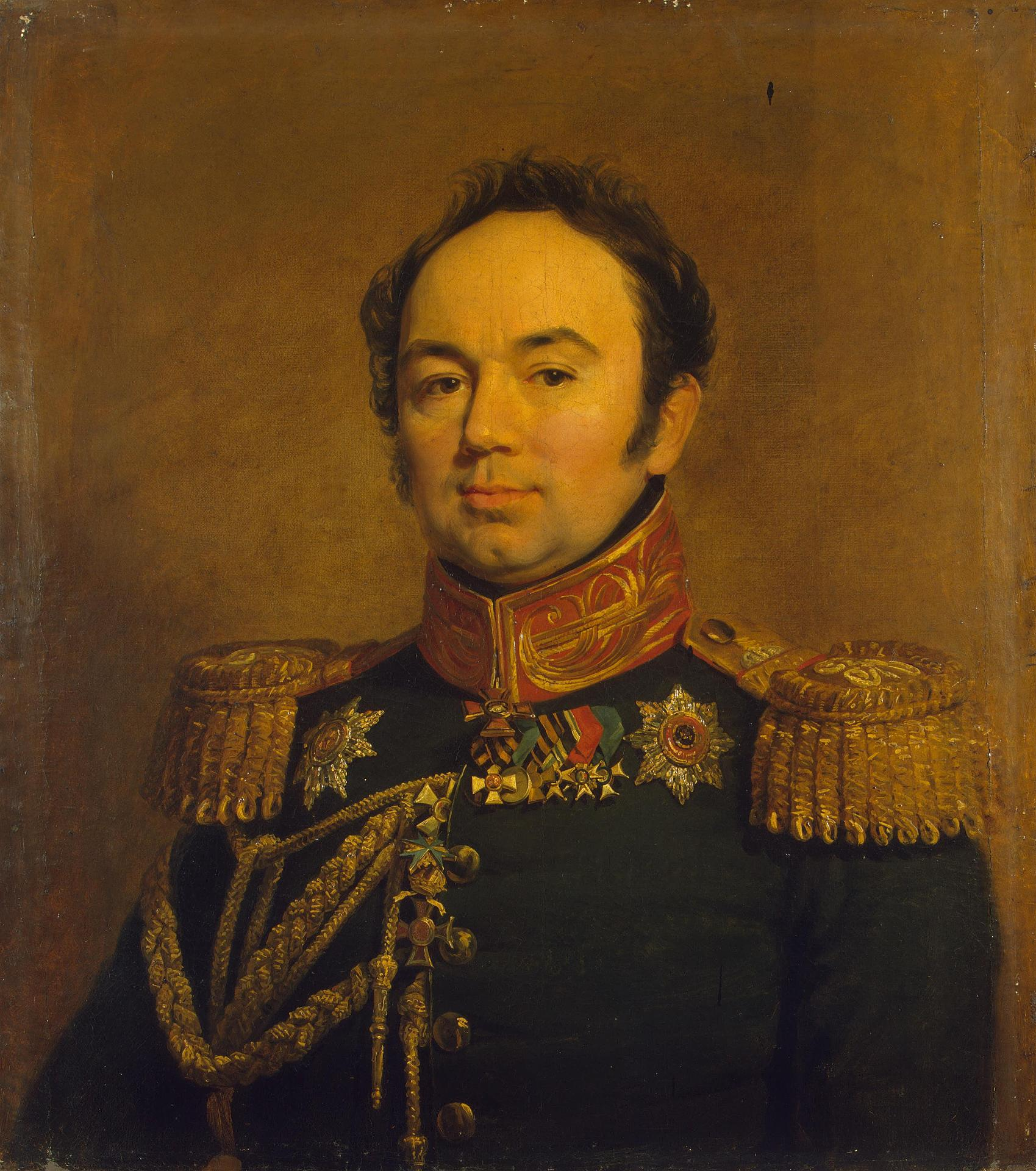
Le comte Arseni Andreïevitch Zakrevski

- 102. Alexandre Ivanovitch Tchernychiov : 11 avril 1828 ;
- 103. Arseni Andreïevitch Zakrevski : 19 avril 1828 ;
- 104. Fiodor Ivanovitch Engel : 24 avril 1828 ;
- 105. Grigori Ivanovitch Villamov : 26 octobre 1828 ;
- 106. Alexeï Nikolaïevitch Bakhmetev : 6 décembre 1828 ;
- 107. Sergueï Sergueïevitch Kouchnikov : 31 décembre 1828.

### 1829
- 108. Alexeï Alexeïevitch Dolgoroukov : 20 septembre 1829.

### 1830
- 109. Karl Fiodorovitch Toll : 13 janvier 1830 ;
- 110. Alexandre Sergueïevitch Menchikov : 17 mars 1830 ;
- 111. Piotr Kirillovitch Essen : 30 avril 1830 ;
- 112. Alexandre Mikhaïlovitch Rimski-Korsakov : 24 décembre 1830.

### 1831

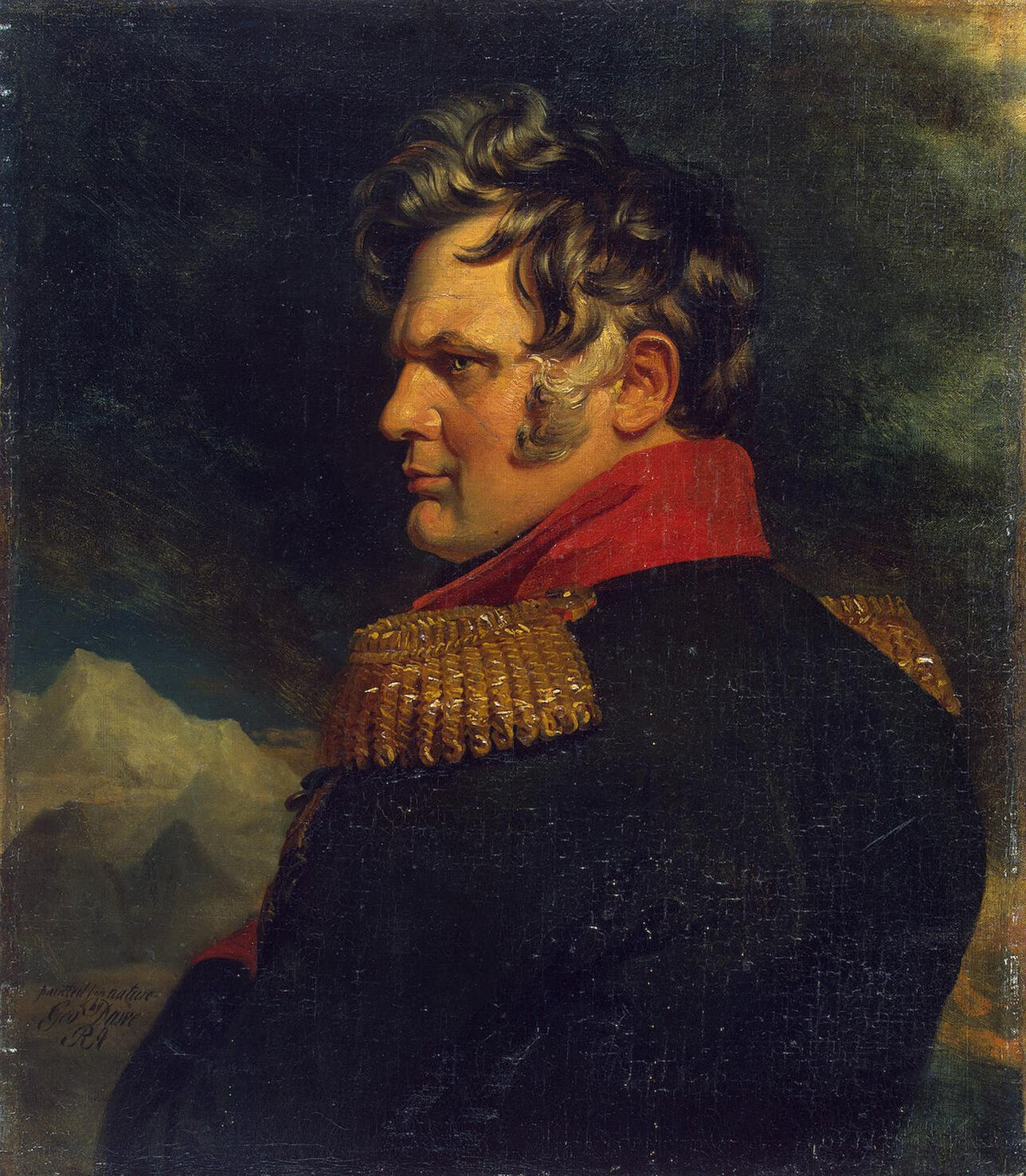
Le général Alexeï Petrovitch Ermolov

- 113. Alexandre Khristoforovitch von Benckendorff : 8 février 1831 ;
- 114. Kristofov Andreïevitch Lieven : 4 avril 1831 ;
- 115. Nikolaï Nikolaïevitch Novosiltsov : 29 septembre 1831 ;
- 116. Stanislav Andreïevitch Zamoïski : 6 octobre 1831 ;
- 117. Alexeï Petrovitch Ermolov : 6 décembre 1831.

### 1832
- 118. Iouri Alexandrovitch Golovkine : 1er janvier 1832 ;
- 119. Dmitri Vassilievitch Dachkov : 2 février 1832 ;
- 120. Dmitri Nikolaïevitch Bloudov : 12 février 1832 ;
- 121. Stepan Fomitch Grabovski : 14 février 1832 ;
- 122. Frantsisk Ksaveri Droutski-Lioubetski : 14 février 1832 ;
- 123. Vikenti Ivanovitch Krasinski : 14 février 1832 ;
- 124. Ivan Fiodorovitch Paskevitch : 14 février 1832 ;
- 125. Alexandre Alexandrovitch Rojnetski : 14 février 1832 ;
- 126. Fiodor Petrovitch Pahlen : 18 septembre 1832.

### 1833
- 127. Alexeï Samouilovitch Greig : 2 août 1833.

### 1834
- 128. Piotr Petrovitch Pahlen : 31 janvier 1834 ;
- 129. Sergueï Semionovitch Ouvarov : 21 avril 1834 ;
- 130. Pavel Dmitrievitch Kiselev : 6 décembre 1834 ;
- 131. Vassili Romanovitch Martchenko : 6 décembre 1834 ;
- 132. Kirill Alexandrovitch Narychkine : 6 décembre 1834 ;
- 133. Nikolaï Grigorievitch Repnine-Volkonski : 6 décembre 1834.

### 1835

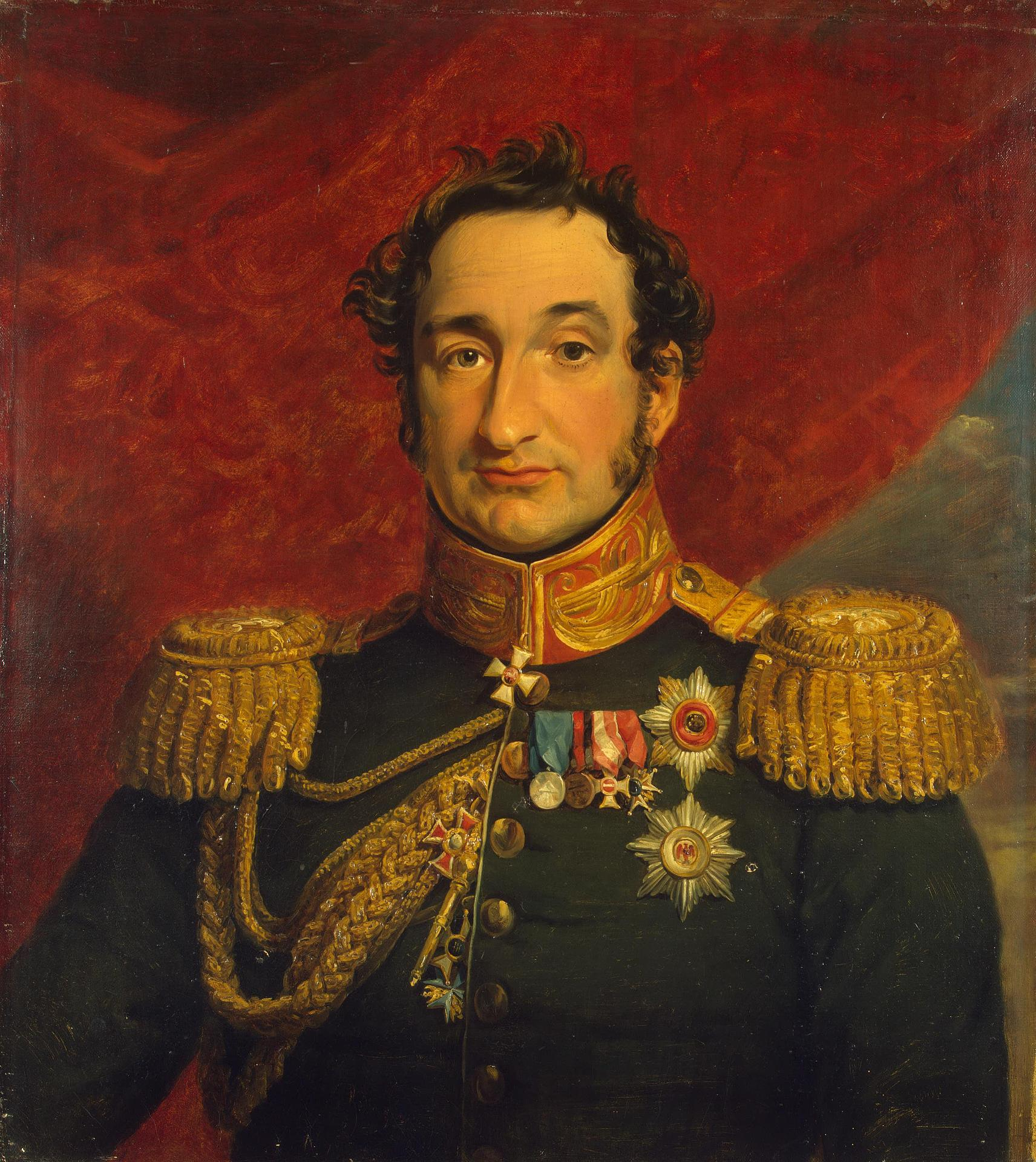
Le prince Vassili Sergueïevitch Troubetskoï

- 134. Alexeï Fiodorovitch Orlov : 6 décembre 1835 ;
- 135. Vassili Sergueïevitch Troubetskoï : 6 décembre 1835.

### 1836
- 136. Alexandre Stepanovitch Lavinski : 1er janvier 1836 ;
- 137. Nikolaï Nikolaïevitch Khovanski : 30 septembre 1836 ;
- 138. Piotr Georgevitch d'Oldenbourg : 6 décembre 1836.

### 1837
- 139. Sergueï Mikhaïlovitch Golytsine : 17 avril 1837 ;
- 140. Pavel Ivanovitch Koutaïzov : 17 avril 1837 ;
- 141. Piotr Ivanovitch Ozerov : 17 avril 1847.

### 1838
- 142. Vassili Vassilievitch Levachov : 1er janvier 1838 ;
- 143. Konstantin Konstantinovitch Rodofinikine : 26 janvier 1838 ;
- 144. Alexandre Ivanovitch Riboler : 6 décembre 1838 ;
- 145. Dmitri Pavlovitch Tatichtchev : 6 décembre 1838 ;
- 146. Pavel Alexeïevitch Toutchkov : 6 décembre 1838.

### 1839
- 147. Alexandre Dmitrievitch Gouriev : 14 février 1839 ;
- 148. Alexandre Grigorievitch Stroganov : 16 mars 1839 ;
- 149. Ivan Leontievitch Chakhovskoï : 1er juillet 1839 ;
- 150. Alexeï Grigorievitch Chtcherbatov : 1er juillet 1839 ;
- 151. Ignati Lavrentievitch Tourkoul : 6 décembre 1839.

### 1840

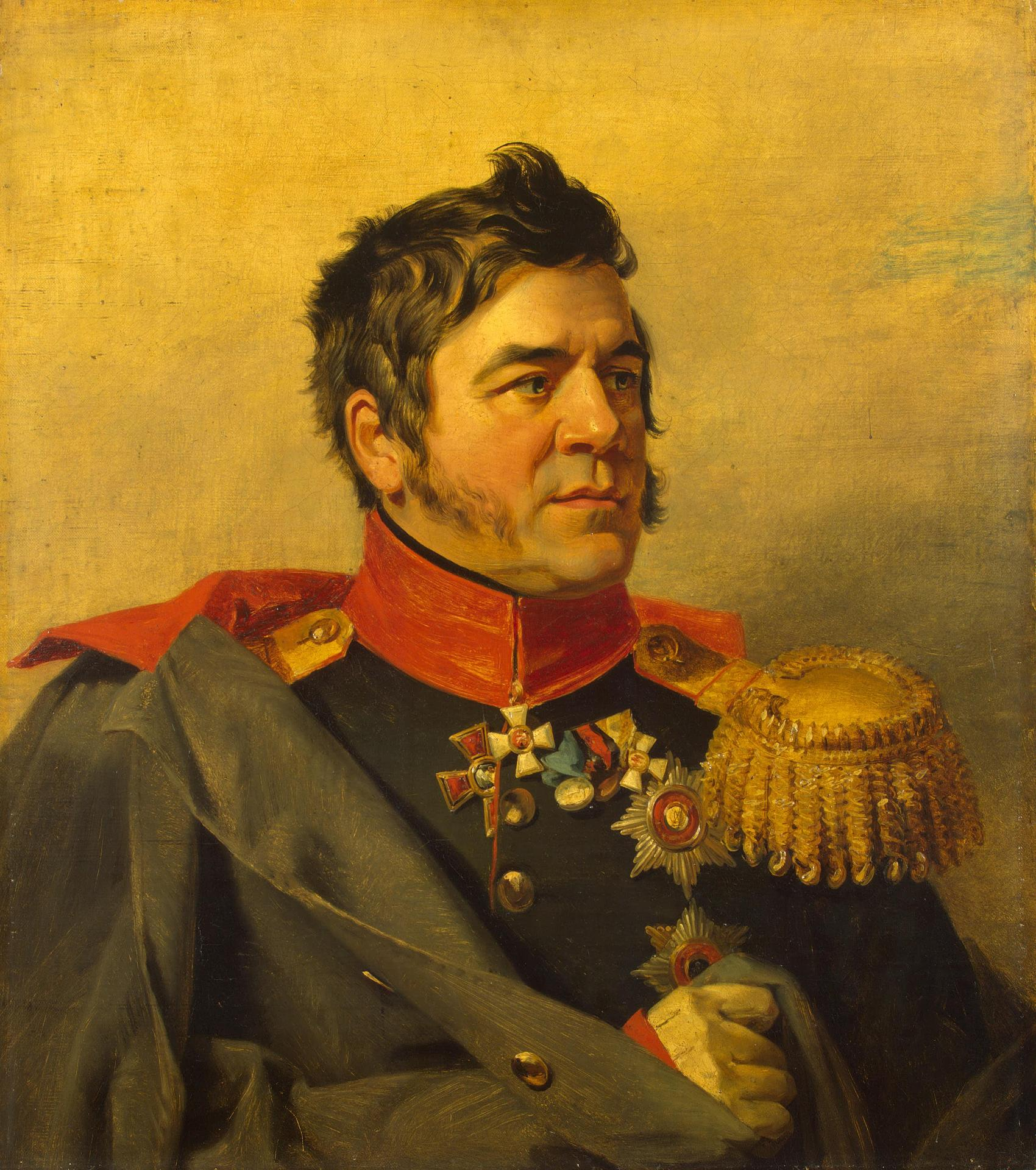
Le prince Ivan Leontievitch Chakhovskoï

- 152. Pavel Vassilievitch Gan : 14 avril 1840 ;
- 153. Nikolaï Mikhaïlovitch Longinov : 3 novembre 1840 ;
- 154. Dmitri Petrovitch Boutourline : 6 décembre 1840 ;
- 155. Lev Alexeïevitch Perovski : 6 décembre 1840.

### 1841
- 156. Robert Ivanovitch von Rehbinder : 9 janvier 1841 ;
- 157. grand-duc Alexandre Nikolaïevitch de Russie : 16 avril 1841 ;
- 158. Viktor Nikitich Panine : 16 avril 1841.

### 1842
- 159. Vladimir Fiodorovitch Adlerberg : 27 mars 1842 ;
- 160. Piotr Andreïevitch Kleïnmikhel : 11 août 1842 ;
- 161. Sergueï Ivanovitch Gagarine : 6 décembre 1842 ;
- 162. Demian Vasilievitch Kotchoubeï : 6 décembre 1842 ;
- 163. Alexandre Mikhaïlovitch Ourousov : 6 décembre 1842 ;
- 164. Alexandre Alexandrovitch Kaveline : 8 décembre 1842.

### 1843
- 165. Modest Andreïevitch Korf : 11 avril 1843.

### 1844
- 166. Pavel Pavlovitch Gagarine : 26 octobre 1844.

### 1845
- 167. Fiodor Pavlovitch Vrontchenko : 17 mars 1845 ;
- 168. Matveï Ivanovitch Pahlen : 17 mars 1845 ;
- 169. Alexeï Nikolaïevitch Potapov : 31 octobre 1845.

### 1846

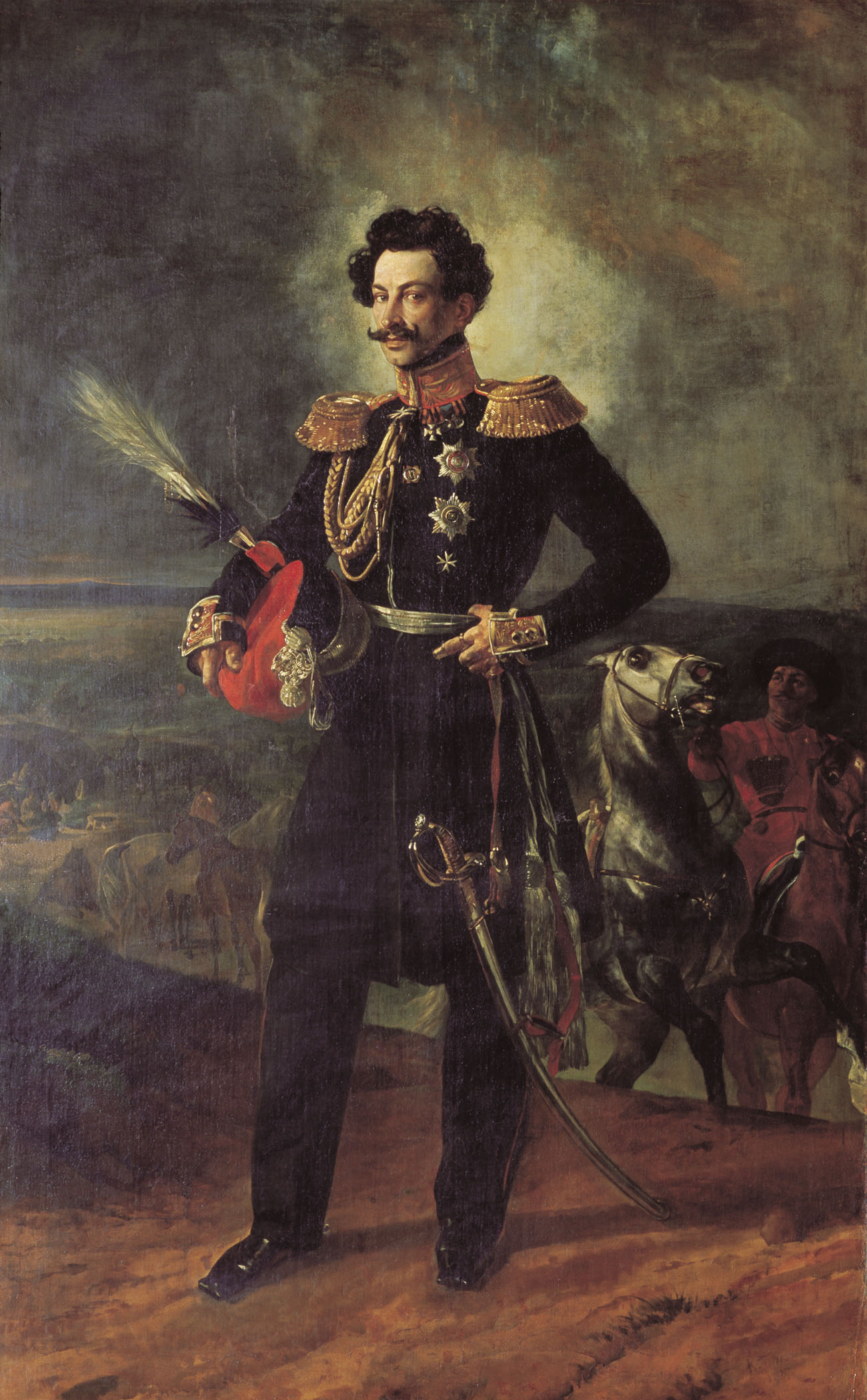
Le général Vassili Alexeïevitch Vorontsov-Dachkov

- 170. Ivan Illarionovitch Vorontsov-Dachkov : 1er janvier 1846 ;
- 171. Vassili Alexeïevitch Perovski : 1er janvier 1846 ;
- 172. Matveï Evgrafovitch Krapovitski : 17 avril 1846 ;
- 173. Dmitri Vassilievitch Vasilchikov : 1er juillet 1846 ;
- 174. Fiodor Petrovitch Opotchinine : 1er juillet 1846 ;
- 175. Lev Sevirinovitch Pototski : 16 juillet 1846 ;
- 176. Alexandre Vassilievitch Kotchoubeï : 6 août 1846.

### 1848
- 177. Evgeni Alexandrovitch Golovine : 1er janvier 1848 ;
- 178. Lioudvig Valerianovitch Tengoborski : 11 avril 1848 ;
- 179. Dmitri Gavriilovitch Bibikov : 1er novembre 1848 ;
- 180. Dmitri Ivanovitch Choulgine : 1er novembre 1848 ;
- 181. Nikolaï Nikolaïevitch Annenkov : 3 novembre 1848.

### 1850

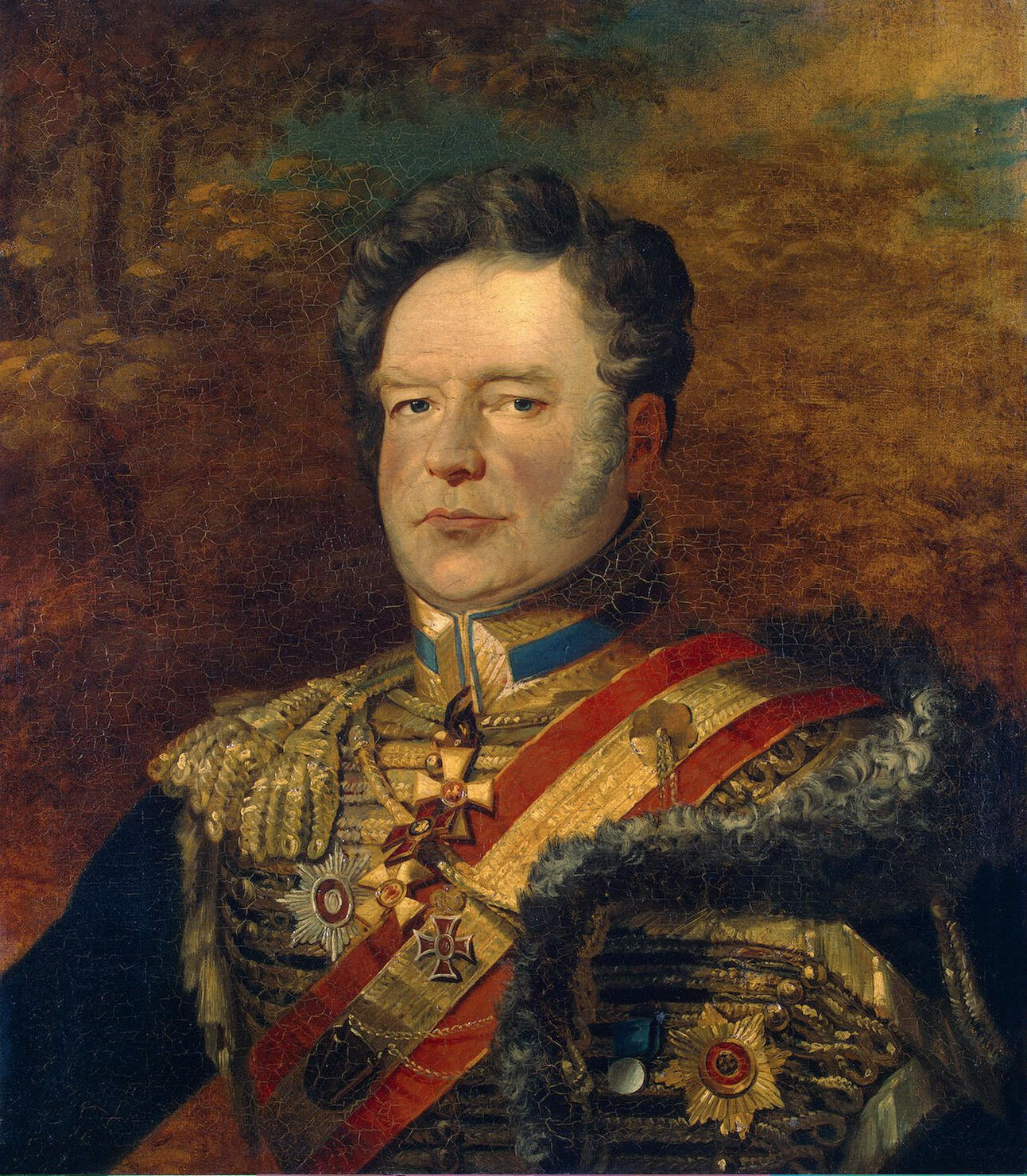
Le général Fiodor Vasilievitch Ridiger

- 182. Sergueï Stepanovitch Lanskoï : 1er janvier 1850 ;
- 183. Mikhaïl Nikolaïevitch Mouraviov : 1er janvier 1850 ;
- 184. Alexandre Sergueïevitch Taneev : 1er janvier 1850 ;
- 185. Vassili Iakovlevitch Khanykov : 1er janvier 1850 ;
- 186. Platon Alexandrovitch Chirinski-Chikhmatov : 27 janvier 1850 ;
- 187. Fiodor Vassilievitch Ridiger : 25 août 1850 ;
- 188. Grand-duc Konstantin Nikolaïevitch de Russie : 5 septembre 1850 ;
- 189. Ivan Ivanovitch Den : 6 décembre 1850.

### 1852
- 190. Fiodor Fiodorovitch Berg : 26 août 1852 ;
- 191. Pavel Nikolaïevitch Ignatiev : 26 août 1852 ;
- 192. Alexandre Fiodorovitch Golitsyne : 6 décembre 1852.

### 1853
- 193. Nikolaï Ivanovitch Bakhtine : 1er janvier 1853 ;
- 194. Nikolaï Ivanovitch Protasov : 1er janvier 1853 ;
- 195. Piotr Fiodorovitch Brok : 19 avril 1853 ;
- 196. Alexeï Andreïevitch Dolgoroukov : 19 avril 1853 ;
- 197. Nikolaï Alexandrovitch Tchelichtchev : 31 décembre 1853.

### 1854
- 198. Abraam Sergueïevitch Norov : 11 avril 1854 ;
- 200. Fiodor Ivanovitch Prianichnikov : 25 juin 1854 ;
- 201. Piotr Kazimirovitch von Meyendorff : 1er juillet 1854 ;
- 202. Platon Ivanovitch Rokassovski : 6 décembre 1854 ;
- 203. Vassili Ivanovitch Melikhov : 31 décembre 1854.

### 1855
- 204. Alexandre Grigorievitch Kouchelev-Bezborodko : 27 mars 1855 ;
- 205. Grand duc Mikhaïl Nikolaïevitch de Russie : 27 mars 1855 ;
- 206. Grand-duc Nikolaï Nikolaïevitch de Russie : 27 mars 1855 ;
- 207. Iakov Ivanovitch Rostovtsev : 27 mars 1855 ;
- 208. Apollinari Petrovitch Bouteniov : 24 mai 1855 ;
- 209. Piotr Dmitrievitch Gortchakov : 8 juillet 1855 ;
- 210. Fiodor Petrovitch Litke : 25 octobre 1855.

### 1856

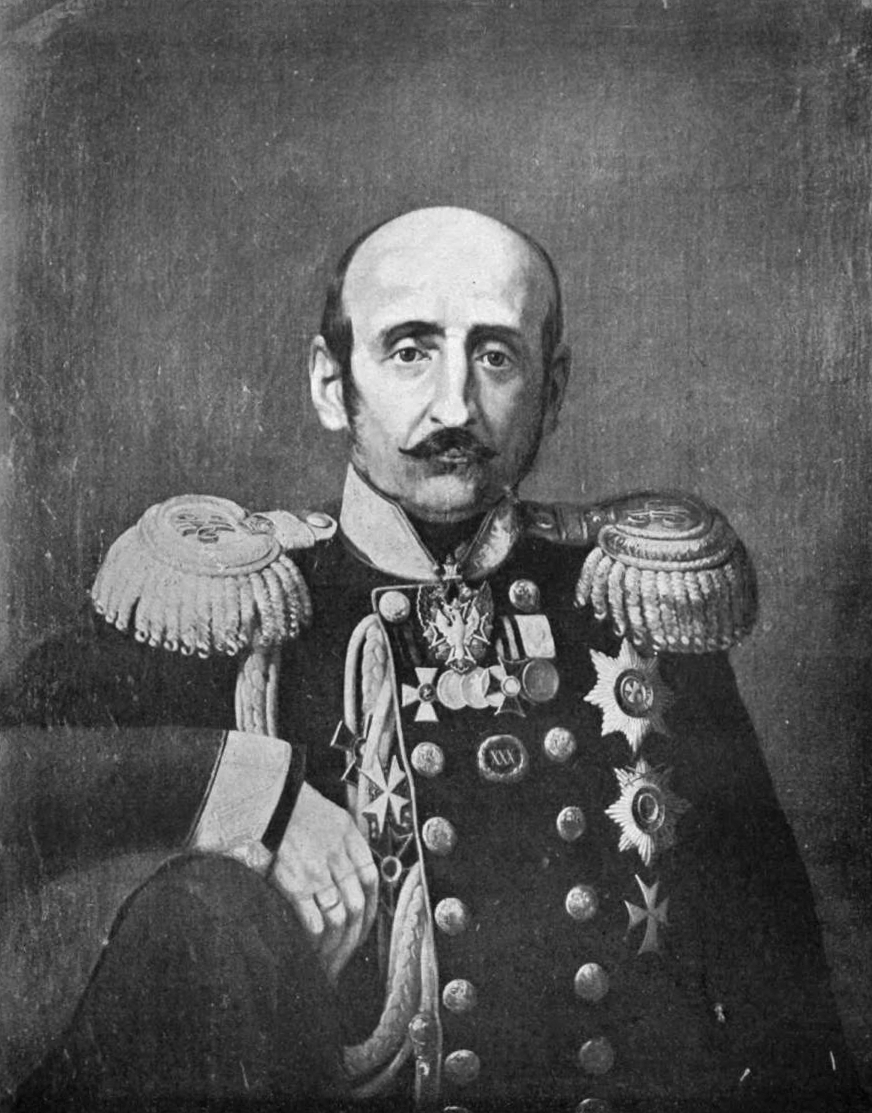
Konstantin Vladimirovitch Tchevkine

- 211. Dmitri Erofeevitch Osten-Saken : 1er janvier 1856 ;
- 212. Konstantin Vladimirovitch Tchevkine : 1er janvier 1856 ;
- 213. Mikhaïl Dmitrievitch Gortchakov : 8 janvier 1856 ;
- 214. Nikolaï Ivanovitch Korf : 25 janvier 1856 ;
- 215. Alexandre Mikhaïlovitch Gortchakov : 15 avril 1856 ;
- 216. Lev Grigorievitch Seniavine : 15 avril 1856 ;
- 217. Nikolaï Onoufrievitch Soukhozanet : 17 avril 1856 ;
- 218. Nikolaï Nikolaïevitch Mouraviov-Karsski : 22 juillet 1856 ;
- 219. Osip Ignatievitch Tymovski : 22 juillet 1856 ;
- 220. Alexandre Gustavovitch Armfelt : 26 août 1856 ;
- 221. Alexeï Petrovitch Nikitine : 26 août 1856 ;
- 222. Sergueï Grigorievitch Stroganov : 26 août 1856 ;
- 223. Sergueï Pavlovitch Soumarokov : 25 août 1856 ;
- 224. Vassili Alexandrovitch Cheremetev : 30 août 1856.

### 1857
- 225. Ferdinand Petrovitch Wrangel : 27 juillet 1857 ;
- 226. Andreï Logginovitch Hofman : 30 août 1857.

### 1858
- 227. Vasili Osipovitch Beboutov : 8 février 1858 ;
- 228. Alexandre Maksimovitch Kniajevitch : 23 mars 1858 ;
- 229. Evgraf Petrovitch Kovalevsky : 23 mars 1858 ;
- 230. Lavrenti Gavriilovitch Gartman : 17 avril 1858.

### 1859
- 231. Andreï Petrovitch Chouvalov : 8 septembre 1859.

### 1860
- 232. Alexandre Ivanovitch Bariatinski : 1er janvier 1860 ;
- 233. Nikolaï Fiodorovitch Metline : 8 janvier 1860 ;
- 234. Nikolaï Karlovitch Krabbe : 19 septembre 1860.

### 1861

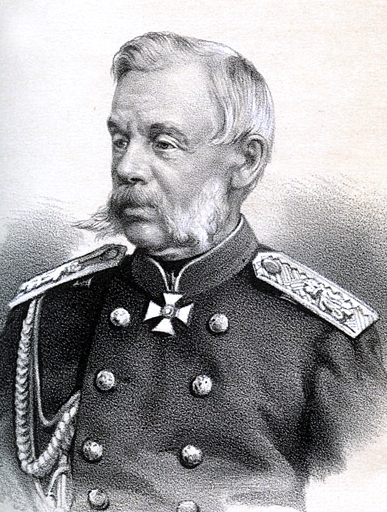
Dimitri Alexeïevitch Milioutine

- 235. Gustav Khristianovtich Gasford : 19 janvier 1861 ;
- 236. Nikolaï Nikolaïevitch Mouraviov-Amourski : 19 février 1861 ;
- 237. Illarion Illarionovitch Vassiltchikov : 23 avril 1861 ;
- 238. Pavel Alexandrovitch Moukhanov : 23 avril 1861 ;
- 239. Vladimir Ivanovitch Nazimov : 23 avril 1861 ;
- 240. Fiodor Sergueïevitch Panioutine : 23 avril 1861 ;
- 241. Alexandre Arkadievitch Souvorov : 23 avril 1861 ;
- 242. Pavel Alexeïevitch Touchkov : 23 avril 1861 ;
- 243. Evfimi Vassilievitch Poutiatine : 26 juin 1861 ;
- 244. Karl Karlovitch Lambert : 6 août 1861 ;
- 245. Ivan Matveevitch Tolstoï : 30 août 1861 ;
- 246. Piotr Alexandrovitch Valouev : 9 septembre 1861 ;
- 247. Dmitri Alexeïevitch Miloutine : 9 novembre 1861.

### 1862
- 248. Alexandre Petrovitch Tolstoï : 28 février 1862 ;
- 249. Alexandre Nikolaïevitch Liders : 17 avril 1862 ;
- 250. Mikhaïl Grigorievitch Khomoutov : 27 août 1862 ;
- 251. Nikolaï Fiodorovitch Plaoutine : 30 août 1862 ;
- 252. Adam Osipovitch Lenski : 16 novembre 1862 ;
- 253. Alexandre Vassilievitch Golovnine : 6 décembre 1862 ;
- 254. Mikhaïl Kristoforovitch Reutern : 6 décembre 1862.

### 1863
- 255. Alexandre Pavlovitch Bezak : 1er janvier 1863 ;
- 256. Vilgelm Karlovitch Lieven : 1er janvier 1863 ;
- 257. Alexandre Alexeïevitch Zelenoï : 17 avril 1863 ;
- 258. Pavel Petrovitch Melnikov : 30 août 1863 ;
- 259. Pavel Evstafievitch Kotsebou : 25 octobre 1863 ;
- 260. Alexeï Petrovitch Akhamatov : 11 décembre 1863.

### 1864

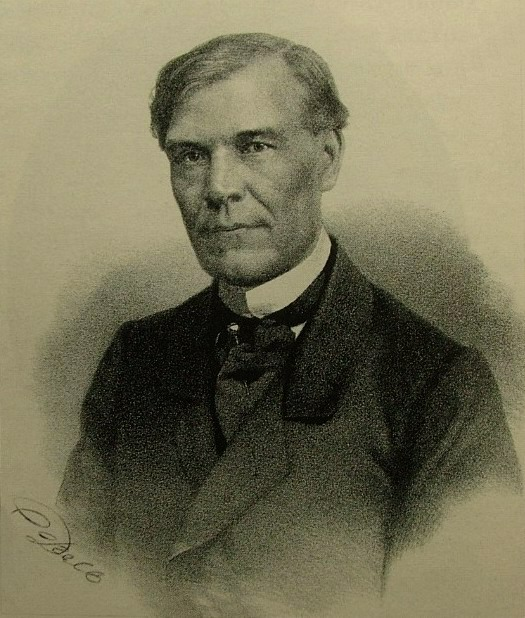
Valerian Alexeïevitch Tatarinov

- 261. Rodion Egorovitch Greenwald : 1er janvier 1864 ;
- 262. Dmitri Nikolaïevitch Zamiatine : 1er janvier 1864 ;
- 263. Valerian Alexeïevitch Tatarinov : 19 avril 1864.

### 1865
- 264. Vladimir Petrovitch Boutkov : 1er janvier 1865 ;
- 265. Nikolaï Alexeïevitch Milioutine : 1er janvier 1865 ;
- 266. Dimitri Andreïevitch Tolstoï : 5 juin 1865 ;
- 267. Vladimir Pavlovitch Titov : 20 juillet 1865 ;
- 268. Mikhaïl Alexandrovitch Ofrosimov : 30 août 1865.

### 1866
- 269. Alexandre Ivanovitch Verigine : 1er janvier 1866 ;
- 270. Piotr Andreïevitch Chouvalov : 10 avril 1866 ;
- 271. Valerian Platonovitch Platonov : 19 mai 1866 ;
- 272. Alexandre Vladimirovitch Adlerberg : 28 octobre 1866 ;
- 273. Alexandre Alexandrovitch de Russie : 28 octobre 1866 ;
- 274. Piotr Andreïevitch Viazemski : 28 octobre 1866 ;
- 275. Pavel Khristoforovitch Grabbe : 28 octobre 1866 ;
- 276. Alexandre Osipovitch Dougamel : 28 octobre 1866 ;
- 277. Nikolaï Alexeïevitch Moukhanov : 28 octobre 1866 ;
- 278. Fiodor Mikhaïlovitch Novosilski : 28 octobre 1866 ;
- 279. Grigori Dmitrievitch Djambakourian-Orbeliani : 28 octobre 1866 ;
- 280. Dimitri Nikolaïevitch Nabokov : 15 décembre 1866.

### 1867
- 281. Ivan Ivanovitch Foundoukleï : 30 janvier 1867 ;
- 282. Alexandre Grigorievitch Troïnitski : 9 mars 1867 ;
- 283. Sergueï Nikolaïevitch Ourousov : 16 avril 1867 ;
- 284. Konstantin Pavlovitch Pahlen : 15 octobre 1867 ;
- 285. Nikolaï Ivanovitch Troubetskoï : 5 décembre 1867 ;
- 286. Alexandre Egorovitch Timachev : 14 décembre 1867.

### 1868

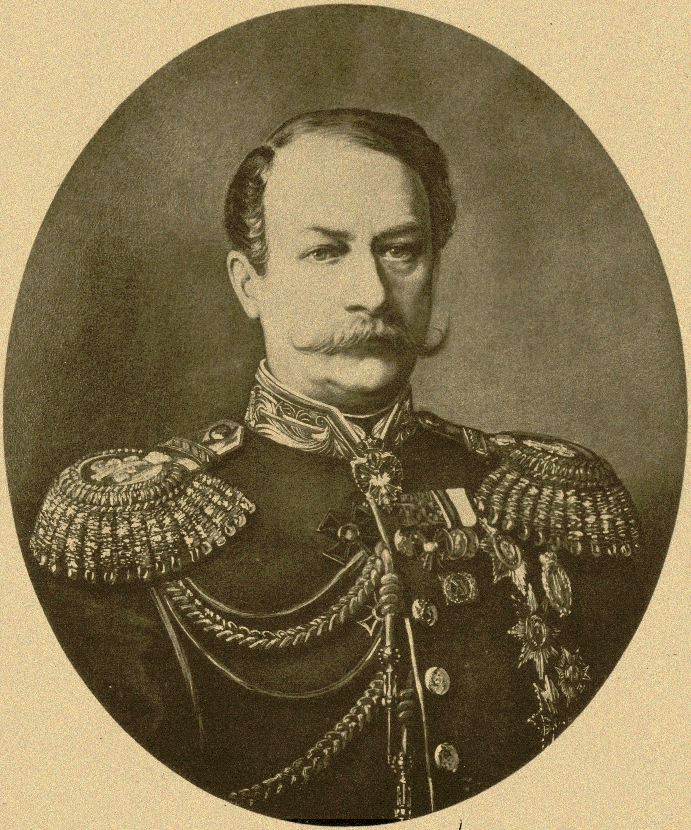
Le général Alexandre Egorovitch Timachev

- 287. Grigori Pavlovitch Nebolsine : 1er janvier 1868 ;
- 288. Edouard Trofimovitch Baranov : 2 mars 1868 ;
- 289. Andreï Fiodorovitch Boudberg : 20 mai 1868 ;
- 290. Alexeï Iraklievitch Levchine : 20 mai 1868 ;
- 291. Edouard Ivanovitch Gerstfeld : 4 juin 1868.

### 1869
- 292. Vladimir Alexeïevitch Bobrinski : 20 avril 1868.

### 1870
- 293. Konstantin Karlovitch Grot : 5 octobre 1870.

### 1871
- 294. Sergueï Alexeïevitch Dolgoroukov : : 1er janvier 1871 ;
- 295. Mikhaïl Semionovitch Korsakov : 21 janvier 1871 ;
- 296. Alexandre Ageevitch Abaza : 17 février 1871 ;
- 297. Alexeï Pavlovitch Bobrinski : 2 septembre 1871.

### 1872
- 298. Alexeï Ivanovitch Voïtsekhovitch : 1er janvier 1872 ;
- 299. Piotr Alexeïevitch Zoubov : 1er janvier 1872 ;
- 300. Boris Pavlovitch Mansourov : 1er janvier 1872 ;
- 301. Konstantin Petrovitch Pobedonostsev : 1er janvier 1872 ;
- 302. Grand-duc Vladimir Alexandrovitch de Russie : 16 avril 1872 ;
- 303. Dmitri Alexandrovitch Obolenski : 16 avril 1872.

### 1873
- 304. Edouard Andreïevitch Ramzaï : 30 août 1873.

### 1874
- 305. Samuel Alexeïevitch Greig : 1er janvier 1874 ;
- 306: Ivan Davidovitch Delyanov : 1er janvier 1874 ;
- 307. Konstantin Nikolaïevitch Possiet : 10 juillet 1874 ;
- 308. Alexandre Levotich Potapov : 10 août 1874 ;
- 309. Boris Alexeïevitch Perovski : 16 août 1874.

### 1875
- 310. Andreï Parfionovitch Zablotski-Desiatovski : 1er janvier 1875 ;
- 311. Fiodor Petrovitch Kornilov : 1er janvier 1875 ;
- 312. Nikolaï Ivanovitch Stoïanovski : 1er janvier 1875 ;
- 313. Nikolaï Egorovitch Tornaou : 1er janvier 1875 ;
- 314. Alexandre Petrovitch Khrouchtchiov : 1er janvier 1875 ;
- 315. Alexandre Pavlovitch Nikolaï : 30 août 1875.

### 1876

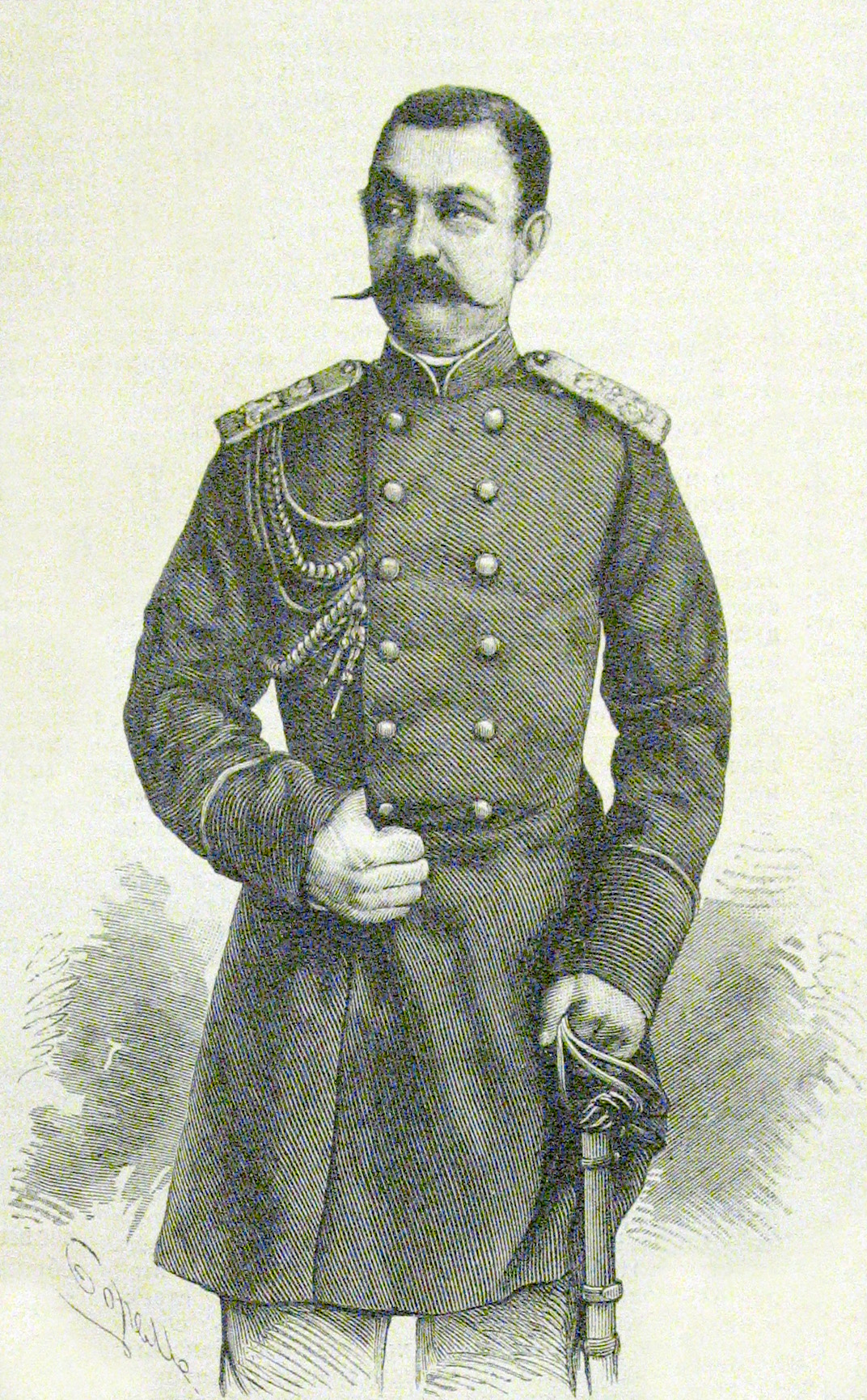
Le général Nikolaï Vladimirovitch Mezentsov.

- 316. Stepan Stepanovitch Lesovsky : 12 janvier 1876 ;
- 317. Nikolaï Vladimirovitch Mezentsov : 30 décembre 1876.

### 1877
- 318. Georg (Egor Ivanovitch) von Brevern : 1er janvier 1877 ;
- 319. Romuuald Mikhaïlovitch Goube : 1er janvier 1877 ;
- 320. Pavel Nikolaïevitch Klouchine : 1er janvier 1877 ;
- 321. Mikhaïl Irineïevitch Khreptovitch : 1er janvier 1877 ;
- 322. Nikolaï Pavlovitch Ignatiev : 2 décembre 1877.

### 1878
- 323. Artour Adamovitch Nepokoïtchitski : 16 avril 1878 ;
- 324. Dmitri Martinovitch Solski : 7 juillet 1878 ;
- 325. Mikhaïl Nikolaïevitch Ostrovski : 24 juillet 1878 ;
- 326. Alexandre Romanovitch Drenteln : 22 octobre 1878.

### 1879
- 327. Sergueï Alexandrovitch Taneev : 1er janvier 1879 ;
- 328. Lev Savvitch Makov : 19 février 1879 ;
- 329. Egor Petrovitch Staritski : 1er avril 1879 ;
- 330. Alexandre Ivanovitch Gildenchtoubbe : 17 avril 1879 ;
- 331. Edouard Ivanovitch Totleben : 21 juin 1879 ;
- 332. Alexandre Mikhaïlovitch Dondoukov-Korsakov : 30 août 1879 ;
- 333. Andreï Alexandrovitch Liven : 25 décembre 1879.

### 1880
- 334. Dmitri Ivanovitch Sviatopolk-Mirski : 6 janvier 1880 ;
- 335. Mikhaïl Tarielovitch Loris-Melikov : 11 février 1880 ;
- 336. Andreï Alexandrovitch Sabourov : 24 avril 1880 ;
- 337. Alexeï Alexeïevitch Pechourov : 23 juin 1880.

### 1881
- 338. Grand-duc Alexeï Alexandrovitch de Russie : 1er janvier 1881 ;
- 339. Piotr Pavlovitch Albedinski : 1er janvier 1881 ;
- 340. Vladimir Andreïevitch Dolgoroukov : 1er janvier 1881 ;
- 341. Mikhaïl Evgranovitch Kovalevski : 1er janvier 1881 ;
- 342. Mark Nikolaïevitch Lioubochtchinski : 1er janvier 1881 ;
- 343. Mikhaïl Ivanovitch Tchertkov : 13 janvier 1881 ;
- 344. Nikolaï Gennadievitch Kasnakov : 19 février 1881 ;
- 345. Mikhaïl Semionovitch Kakhanov : 12 avril 1881 ;
- 346. Nikolaï Khristionovitch Bunge : 6 mai 1881 ;
- 347. Nikolaï Vladimirovitch Adlerberg : 22 mai 1881 ;
- 348. Piotr Semionovitch Vannovski : 22 mai 1881 ;
- 349. Fiodor Loginovitch Geïden : 22 mai 1881 ;
- 350. Alexandre Alexeïevitch Barantsov : 16 juin 1881 ;
- 351. Nikolaï Vasilievitch Isakov : 4 juillet 1881 ;
- 352. Illarion Ivanovitch Vorontsov-Dachkov : 18 août 1881 ;
- 353. Vladimir Dmitrievitch Filosofov : 5 septembre 1881.

### 1882

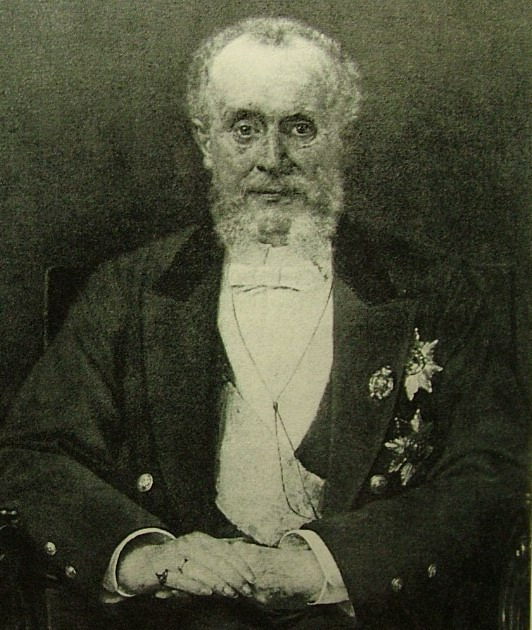
Nikolaï Karlovitch Girs

- 354. Grigori Pavlovitch Galagan : 1er janvier 1882 ;
- 355. Levan Ivanovitch Melikov : 1er janvier 1882 ;
- 356. Ivan Alexeïevitch Chestakov : 11 janvier 1881 ;
- 357. Piotr Grigorievitch Redkine : 30 janvier 1882 ;
- 358. Mikhaïl Petrovitch Kaufmann : 16 mars 1882 ;
- 359. Grigori Ivanovitch Boutakov : 28 mars 1882 ;
- 360. Nikolaï Karlovitch Girs : 28 mars 1882 ;
- 361. Pavel Petrovitch Oubri : 1er juin 1882 ;
- 362. Evgeni Pavlovitch Novikov : 8 juillet 1882.

### 1883
- 363. Nikolaï Pavlovitch Mansourov : 1er janvier 1883 ;
- 364. Egor Abramovitch Perets : 1er janvier 1883 ;
- 365. Edouard Vasilievitch Frich : 4 janvier 1883 ;
- 366. Alexeï Vasilievitch Bobrinski : 15 mai 1883.

### 1884
- 367. Dmitri Grigorievitch Derviz : 1er janvier 1884 ;
- 368. Vladimir Mikhaïlovitch Markus : 1er janvier 1884 ;
- 369. Konstantin Grigorievitch Rebinder : 1er janvier 1884 ;
- 370. Iosif Vladimirovitch Gourko : 23 septembre 1884.

### 1885
- 371. Mikhaïl Fiodorovitch Goltgoer : 1er janvier 1885 ;
- 372. Nikolaï Avksentevitch Manasein : 6 novembre 1885.

### 1886
- 373. Ivan Nikolaïevitch Dournovo : 1er janvier 1886 ;
- 374. Ivan Alexeïevitch Vichnegradski : 19 avril 1886.

### 1887
- 375. Pavel Nikititch Nikolaev : 1er janvier 1887 ;
- 376. Otton Borisovitch Rikhter : 1er janvier 1887 ;
- 377. Alexandre Ivanovitch Brevern-de-Lagardi : 30 août 1888 ;
- 378. Hermann von Paucker : 7 novembre 1888 ;
- 379. Nikolaï Matveevitch Tchikhatchiov : 28 novembre 1888.

### 1889
- 380. Vladimir Mikhaïlovitch Mengden : 1er janvier 1889 ;
- 381. Piotr Ivanovitch Salomon : 1er janvier 1889 ;
- 382. Adolf Iakovlevitch Goubbenet : 30 mars 1889 ;
- 383. Grand-duc Nikolaï Alexandrovitch de Russie : 6 mai 1889 ;
- 384. Terti Ivanovitch Filippov : 26 juillet 1889 ;
- 385. Fiodor Fiodorovitch Radetski : 13 août 1889.

### 1890

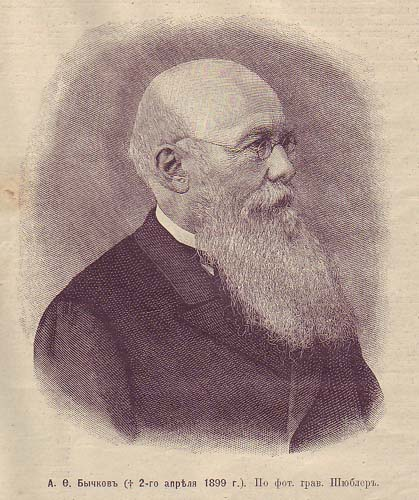
Afanasi Fiodorovitch Bytchkov

- 386. Nikolaï Savvitch Abaza : 1er janvier 1890 ;
- 387. Nikolaï Alexeïevitch Protasov-Bakhmetev : 21 mai 1890 ;
- 388. Afanasi Fiodorovitch Bychkov : 7 octobre 1890 ;
- 389. Khristofor Khritoforovitch Roop : 9 octobre 1890.

### 1891
- 390. Nikolaï Ottonovitch Rosenbach : 21 novembre 1891.

### 1892
- 391. Alexandre Konstantinovitch Imeretinski : 1er janvier 1892 ;
- 392. Sergueï Ioulevitch Witte : 15 février 1892 ;
- 393. Mikhaïl Alexeïevitch Pechtchourov : 5 avril 1892 ;
- 394. Alexandre Alexandrovitch Polovtsov : 1er juillet 1892 ;
- 395. Alexandre Konstantinovitch Anastasev : 22 juillet 1892 ;
- 396. Alexandre Alexandrovitch Tatichtchev : 22 juillet 1892.

### 1893
- 397. Grigori Sergueïevitch Golitsyne : 1er janvier 1893 ;
- 398. Ivan Semionovitch : Kakhanov : 1er janvier 1893 ;
- 399. Apollon Konstantinovitch Krivocheïne : 1er janvier 1893 ;
- 400. Vladimir Ivanovitch Vechniakov : 28 mars 1893 ;
- 401. Alexeï Sergueëivitch Ermolov : 28 mars 1893 ;
- 402. Nikolaï Stepanovitch Petrov : 28 mars 1893 ;
- 403. Nikolaï Nikolaïevitch Obroutchev : 30 août 1893 ;
- 404. Fiodor Fiodorovitch Markous : 18 septembre 1893.

### 1894
- 405. Nikolaï Valerianovitch Mouraviov : 1er janvier 1894 ;
- 406. Grand duc Sergueï Alexandrovitch de Russie : 6 décembre 1894.

### 1895
- 407. Ivan Iakovlevitch Goloubev : 1er janvier 1895 ;
- 408. Semion Alexandrovitch Mordvinov : 1er janvier 1895 ;
- 409. Mikhaïl Ivanovitch Khilkov : 4 janvier 1895 ;
- 410. Nikolaï Stepanovitch Ganetski : 11 février 1895 ;
- 411. Alexeï Borisovitch Lobanov-Rostovski : 26 février 1895 ;
- 412. Nikolaï Vladimirovitch Chidlovski : 9 mars 1895 ;
- 413. Nikolaï Alexandrovitch Bezak : 22 juillet 1895 ;
- 414. Nikolaï Ignatievitch Chebeko : 22 juillet 1895 ;
- 415. Ivan Logginovitch Goremykine : 15 octobre 1895 ;
- 416. Login Loginnovitch Heïden : 17 novembre 1895.

### 1896

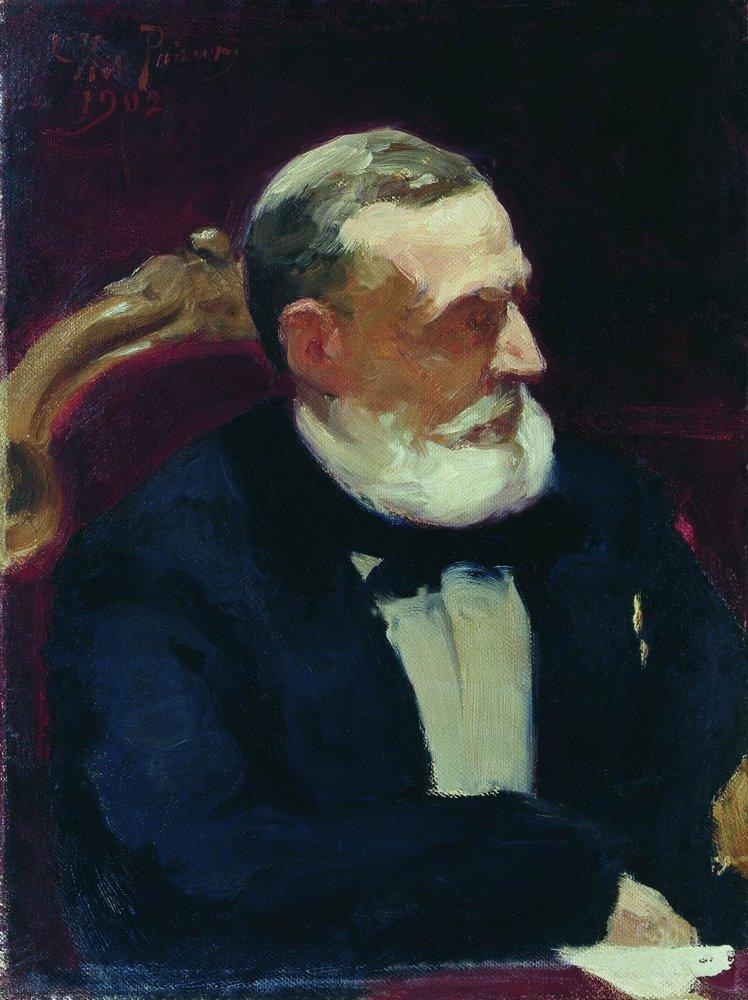
Ivan Ivanovitch Chamchine

- 417. Fiodor Gustavovitch Terner : 1er janvier 1896 ;
- 418. Ivan Ivanovitch Chamchine : 1er janvier 1896 ;
- 419. Mikhaïl Nikolaïevitch Galkine-Vraski : 28 février 1896 ;
- 420. Alexandre Alexeïevitch Bobrinski : 14 avril 1896 ;
- 421. Ivan Osipovitch Velio : 14 mai 1896 ;
- 422. Vladimir Vladimirovitch Verkhovski : 14 mai 1896 ;
- 423. Mikhaïl Sergueïevitch Volkonski : 14 mai 1896 ;
- 424. Oscar Karlovitch Kremer : 14 mai 1896 ;
- 425. Alexandre Petrovitch d'Oldenbourg : 14 mai 1896 ;
- 426. Konstantin Karlovitch Rennenkampf : 14 mai 1896 ;
- 427. Iliodor Ivanovitch Rozing : 14 mai 1896 ;
- 428. Nikolaï Nikolaïevitch Selinfontov : 14 mai 1896 ;
- 429. Alexandre Nikolaïevitch Stourler : 14 mai 1896 ;
- 430. Pavel Andreïevitch Chouvalov : 14 mai 1896 ;
- 431. Apostol Spiridonovitch Kostanda : 26 mai 1896 ;
- 432. Pavel Petrovitch Tyrtov : 13 juillet 1896 ;
- 433. Alexeï Pavlovitch Ignatiev : 29 août 1896 ;
- 434. Leonid Petrovitch Sofiano : 6 décembre 1896 ;
- 435. Sergueï Alexeïevitch Cheremetev : 6 décembre 1896.

### 1897
- 436. Mikhaïl Nikolaïevitch Mouraviov : 1er janvier 1897 ;
- 437. Nikolaï Pavlovitch Chichkine : 1er janvier 1897 ;
- 438. Vladimir Borissovitch Fredericks : 6 mai 1897 ;
- 439. Alexandre Georgievitch Vlangali : 8 juin 1897 ;
- 440. Piotr Petrovitch Semionov-Tian-Chanski : 8 juin 1897 ;
- 441. Artour Pavlovitch Morengeïm : 14 novembre 1897.

### 1898
- 442. Nikolaï Nikolaïevitch Gerard : 1er janvier 1898 ;
- 443. Alexeï Nikolaïevitch Kouropatkine : 1er janvier 1898 ;
- 444. Pavel Levovitch Lobko : 1er janvier 1898 ;
- 445. Vladimir Pavlovitch Cherevanski : 1er janvier 1898 ;
- 446. Nikolaï Pavlovitch Bogolepov : 12 février 1898 ;
- 447. Nikolaï Ivanovitch Sviatopolk-Mirski : 14 mai 1898 ;
- 448. Nikolaï Antonovitch Makhotine : 26 mai 1898 ;
- 449. Viatcheslav Konstantinovitch Plehve : 17 août 1898.

### 1899
- 450. Dmitri Sergueïevitch Sipiaguine : 20 octobre 1899 ;
- 451. Alexandre Alexandrovitch Ikskul von Gildenbandt : 14 novembre 1899 ;
- 452. Leonid Dmitrievitch Viazemski : 6 décembre 1899 ;
- 453. Anatoli Pavlovitch Ivachtchenkov : 6 décembre 1899.

## XXesiècle

### 1900

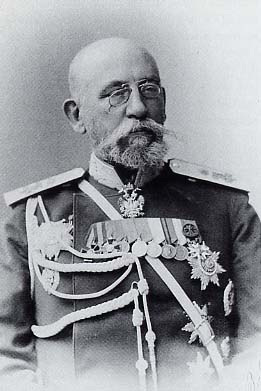
Le général d'infanterie Nikolaï Ivanovitch Bobrikov

- 454. Sergueï Sergueïevitch Goncharov : 1er janvier 1900 ;
- 455. Pavel Konstantinovitch Goudim-Levkovitch : 1er janvier 1900 ;
- 456. Piotr Alexandrovitch Sabourov : 1er janvier 1900 ;
- 457. Alexandre Dmitrievitch Goremykine : 9 avril 1900 ;
- 458. Nikolaï Pavlovitch Petrov : 9 avril 1900 ;
- 459. Nikolaï Ivanovitch Bobrikov : 6 mai 1900 ;
- 460. Sergueï Dmitrievitch Cheremetev : 6 mai 1900 ;
- 461. Maxime Antonovitch Taube : 5 juillet 1900 ;
- 462. Vladimir Nikolaïevitch Lamsdorf : 25 juillet 1900.

### 1901
- 463. Piotr Mikhaïlovitch Boutovski : 1er janvier 1901 ;
- 464. Sergueï Mikhaïlovitch Doukhovski : 1er janvier 1901 ;
- 465. Alexandre Alexandrovitch Knirim : 19 janvier 1901 ;
- 466. Dmitri Formitch Kobeko : 19 janvier 1901 ;
- 467. Dmitri Sergueïevitch Arseniev : 1er avril 1904 ;
- 468. Pavel Alexeïevitch Markov : 1er avril 1901 ;
- 469. Kirill Petrovitch Ianovski : 1er avril 1901 ;
- 470. Grand-duc Mikhaïl Alexandrovitch de Russie : 7 mai 1901.

### 1902
- 471. Sergueï Vladimirovitch Markov : 1er janvier 1902 ;
- 472. Viktor Vasilievitch Kalatchov : 13 mars 1902 ;
- 473. Grigori Edouardovitch Zenger : 11 avril 1902 ;
- 474. Pavel Alexandrovitch Krivski : 6 mai 1902 ;
- 475. Stepan Fiodorovitch Platonov : 6 mai 1902 ;
- 476. Alexandre Dmitrievitch Obolenski : 11 août 1902 ;
- 477. Platon Petrovitch Pavlov : 13 août 1902 ;
- 478. Nikolaï Ivanovitch Grodekov : 30 août 1902 ;
- 479. Egor Egorovitch Staal : 30 août 1902 ;
- 480. Grand-duc Alexandre Mikhaïlovitch de Russie : 7 novembre 1902 ;
- 481. Anatoli Nikolaïevitch Koulomzine : 28 décembre 1902.

### 1903
- 482. Nikolaï Ivanovitch Petrov : 1er janvier 1903 ;
- 483. Edouard Iakovlevitch Fuchs : 1er janvier 1903 ;
- 484. Fiodor Karlovitch Avelan : 4 mars 1903 ;
- 485. Alexandre Ilitch Panteleïev : 6 mai 1903 ;
- 486. Sergueï Alexandrovitch Tol : 6 mai 1903 ;
- 487. Ivan Egorovitch Chevitch : 6 mai 1903 ;
- 488. Edouard Dmitrivitch Pleske : 16 août 1903 ;
- 489. Mikhaïl Ivanovitch Dragomirov : 10 septembre 1903 ;
- 490. Viktor Vilgelmovitch Val : 31 décembre 1903.

### 1904

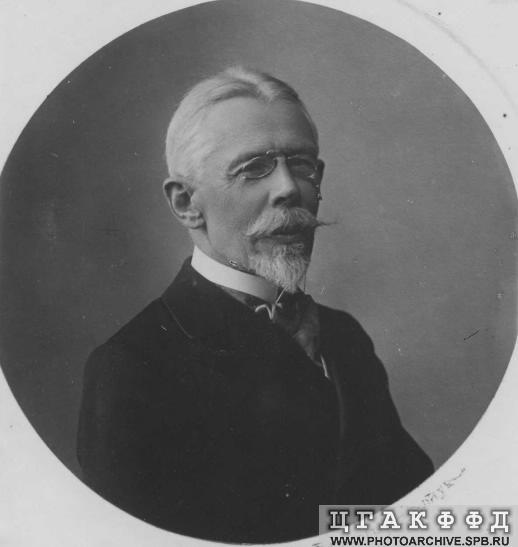
Nikolaï Alexeïevitch Zinoviev.

- 491. *482. Nikolaï Ivanovitch Petrov : 1er janvier 1903 ;
- 491. Vladimir Nikolaïevitch Kokovtsov : 5 février 1904 ;
- 492. Viktor Viktorovitch Sakharov : 11 mars 1904 ;
- 493. Alexandre Kazimirovitch Pouzyrevski : 28 mars 1904 ;
- 494. Vladimir Gavriilovitch Glazov : 10 avril 1904 ;
- 495. Alexandre Nikolaïevitch Mosolov : 6 mai 1904 ;
- 496. Pavel Ippolitovitch Koutaïsov : 4 août 1904 ;
- 497. Alexandre Andreïevitch Budberg : 11 août 1904 ;
- 498. Piotr Pavlovitch Dournovo : 11 août 1904 ;
- 499. Piotr Fiodorovitch Rerberg : 11 août 1904 ;
- 500. Ivan Dmitrievitch Tatichtchev : 11 août 1904 ;
- 501. Piotr Dmitrievitch Sviatopolk-Mirski : 26 août 1904 ;
- 502. Boris Vladimirovitch Sturmer : 3 septembre 1904 ;
- 503. Nikolaï Alexeïevitch Zinoviev : 14 septembre 1904 ;
- 504. Alexandre Semionovitch Stichinski : 14 septembre 1904 ;
- 505. Mikhaïl Egorovitch Altfater : 6 décembre 1904 ;
- 506. Alexandre Semionovitch Briantchaninov : 6 décembre 1904 ;
- 507. Ioulian Viktorovitch Lioubovitski : 6 décembre 1904 ;
- 508:Piotr Alexeïevitch Poltoratski : 6 décembre 1904 ;
- 509. Alexandre Khristianovitch Steven : 6 décembre 1904.

### 1905
- 510. Nikolaï Petrovitch Balachov : 1er janvier 1905 ;
- 511. Alexandre Grigorievitch Boulyguine : 1er janvier 1905 ;
- 512. Piotr Mikhaïlovitch Romanov : 1er janvier 1905 ;
- 513. Dmitri Egorovitch Chevitch : 1er janvier 1905 ;
- 514. Sergueï Sergueïevitch Manoukhine : 21 janvier 1905 ;
- 515. Alexeï Alexandrovitch Arseniev : 17 avril 1905 ;
- 516. Oskar-Ferdinand Kazimirovitch Grippenberg : 17 avril 1905;
- 517. Piotr Mikhaïlovitch Lazarev : 17 avril 1905 ;
- 518. Alexeï Dmitrievitch Obolonski : 17 avril 1905 ;
- 519. Nikolaï Stepanovitch Tagantsev : 17 avril 1905 ;
- 520. Nikolaï Edouardovitch Chmeman : 17 avril 1905 ;
- 521. Nikolaï Milievitch Anitchkov : 29 avril 1905 ;
- 522. Alexandre Sergueïevitch Dolgoroukov : 6 mai 1905 ;
- 523. Vladimir Karlovitch Sabler : 6 mai 1905 ;
- 524. Vladimir Karlovitch Chlippe : 6 mai 1905 ;
- 525. Piotr Khristianovitch Chvanebakh : 31 mai 1905 ;
- 526 Ievgueni Ivanovitch Alekseïev : 6 juin 1905 ;
- 527. Nikolaï Nikolaïevitch Maslov : 11 août 1905 ;
- 528. Vladimir Fiodorovitch Deïtrikh : 21 septembre 1905 ;
- 529. Andreï Ivanovitch Kositch : 21 octobre 1905 ;
- 530. Nikolaï Nikolaïevitch Kutler : 28 octobre 1905 ;
- 531. Klavdi Semionovitch Nemechaev : 28 octobre 1905 ;
- 532. Vassili Ivanovitch Timiriazev : 28 octobre 1905 ;
- 533. Dmitri Alexandrovitch Filosofov : 28 octobre 1905 ;
- 534. Ivan Pavlovitch Chipov : 28 octobre 1905 ;
- 535. Piotr Nikolaïevitch Dournovo : 30 octobre 1905 ;
- 536. Ivan Ivanovitch Tolstoï : 31 octobre 1905 ;
- 537. Alexeï Alexeïevitch Biriliov : 3 novembre 1905 ;
- 538. Alexandre Fiodorovitch Rediger : 3 novembre 1905 ;
- 539. Mikhaïl Dmitrievitch Dmitriev : 6 novembre 1905 ;
- 540. Sergueï Vasilievitch Roukhov : 6 novembre 1905 ;
- 541. Konstantin Karlovitch Linder : 15 novembre 1905 ;
- 542. Fiodor Grigorievitch Trepov : 15 novembre 1905 ;
- 543. Mikhaïl Grigorievitch Akimov : 16 décembre 1905 ;
- 544. Alexandre Alexandrovitch Frese : 16 décembre 1905.

### 1906

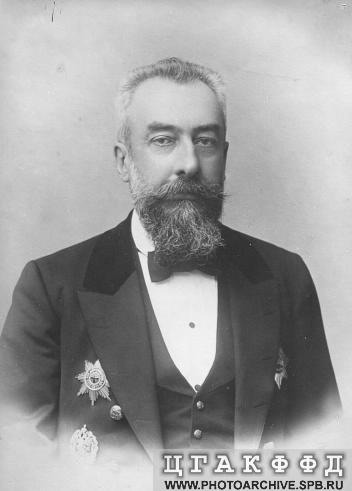
Piotr Mikhaïlovitch Kaufman

- 545. Fiodor vasilievitch Doubasov : 15 janvier 1906 ;
- 546. Mikhaïl Mikhaïlovitch Fiodorov : 18 février 1906 ;
- 547. Alexandre Petrovitch Nikolski : 27 février 1906 ;
- 548. Boris Alexandrovitch Vasiltchikov : 2 avril 1906 ;
- 549. Piotr Mikhaïlovitch Kaufamn : 2 avril 1906 ;
- 550. Emmanouil Ioulevitch Nolde : 2 avril 1906.

### 1906-1917
Le Manifeste du 20 février 1906 créa le Conseil d'État en tant qu'organe législatif - la Chambre haute du Parlement de Russie ainsi que la Chambre basse, la Douma d'État. Le Conseil d'État était composé d'un nombre égal de membres nommés par l'empereur et les membres élus.

## Liste alphabétique des membres du conseil d'État après 1906
(Beaucoup de ces membres siégeant au Conseil d'État avant 1906 sont inclus dans cette liste. )

### A
- Abakhazi, Konstantin Nikolaïevitch (1867-1923) ;
- Avdakov, Nikolaï Stepanovitch (1847-1915) ;
- Akimov, Mikhaïl Grigorievitch (1847-1914) ;
- Alexeev, Evgeni Ivanovitch (1843-1917) ;
- Andreïevski, Vladimir Nikolaïevitch (1858-1943) ;
- Anitchkov, Nikolaï Milievitch (1844-1916) ;
- Anthoni (Vadkovski, Alexandre Vassilievitch) (1846-1912) ;
- Anthoni (Krapovitski, Alexeï Pavlovitch) (1863-1936) ;
- Arseni (Stadnitski Avksenti Georgievitch) (1862-1936) ;
- Arseniev, Alexeï Alexandrovitch : (1849-1914 ;
- Arseniev, Dmitri Sergueïevitch : (1832-1915) ;
- Afanasiev, Viatcheslav Alexeïevitch : (1859-1942).

### B
- Bagaleï,Dmitri Ivanovitch Bagaleï (1857-1932) ;
- Balachov, Nikolaï Petrovitch (1840-1931) ;
- Baranov, Piotr Petrovitch (1843-1924) ;
- Bark, Piotr Lvovitch (1869-1939) ;
- Barsov, Leonid Vasilievitch (1850-?) ;
- Baouline, Alexandre Vasilievitch : (1848-1911) ;
- Bezak, Fiodor Nikolaïevitch : (1865-1940) ;
- Belikov, Dmitri Nikolaïevitch : (1852-1932) ;
- Belaiev, Anatoli Grigorievitch : (1871-1938) ;
- Beliakov, Nikolaï Fiodorovitch : (1861-?) ;
- Berkhteev, Sergueï Sergueïevitch : (1844-1911) ;
- Biriliov, Alexeï Alexeïevitch : (1844-1915) ;
- Bobrinski, Alexeï Alexandrovitch : (1852-1927) ;
- Bobrinski, Andreï Alexandrovitch : (1859-1930) ;
- Borgman, Ivan Ivanovitch : (1849-1914) ;
- Borodkine, Mikhaïl Mikhaïlovitch : (1852-1919) ;
- Brazol, Sergueï Evgenevitch : (1851-) ;
- Brin, Mikhaïl Sergueïevitch von : (1857-?) ;
- Briantchaninov, Alexandre Semionovitch : (1843-1910) ;
- Budberg, Alexandre Andreïevitch (1853-1914) ;
- Budberg, Otton Romanovitch : (1850-1907) ;
- Boulyguine, Alexandre Grigorieivitch : (1851-1919) ;
- Boulytchov, Nikolaï Ivanovitch : (1853-1919) ;
- Boutkevitch, Mikhaïl Nikolaïevitch : (1855-?) ;
- Boutkevitch, Timofeï Ivanovitch : (1854-1925) ;
- Boutlerov, Vladimir Alexandrovitch : (1864-?) ;
- Boutovski, Piotr Mikhaïlovitch (1842-1912).

### C

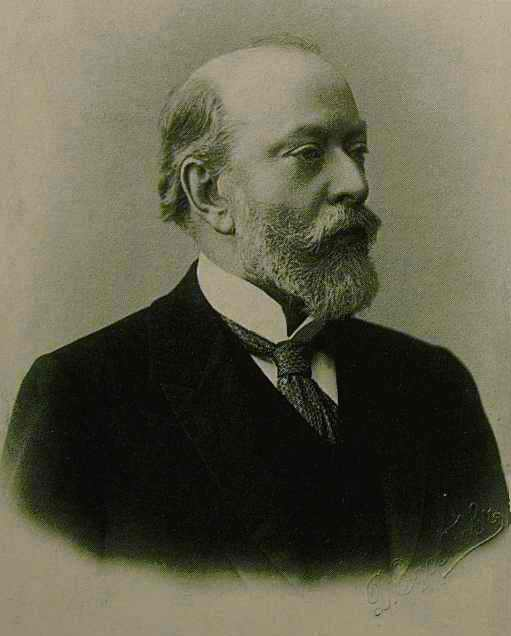
Piotr Khristianovitch Chvanebakh

- Chamchine, Ivan Ivanovitch : (1837-1912) ;
- Chatilov, Nikolaï Pavlovitch : (1849-1919 ;
- Chaoufous, Nikolaï Konstaninovitch : (1846-1911) ;
- Chakhmatov, Alexeï Alexandrovitch : (1864-1920) ;
- Chvanebakh, Piotr Khristianovitch : (1848-1908) ;
- Chvarts, Alexandre Nikolaïevitch : (1848-1915) ;
- Chvedov, Nikolaï Konstantinovitch : (1849-1927) ;
- Chebeko, Ignati-Lioudovik-Albertovitch : (1857-1937) ;
- Chevitch, Ivan Egorovitch : (1838-1912) ;
- Chelachnikov, Alexandre Nikolaïevitch : (1870-1919) ;
- Cheremetev, Pavel Sergueïevitch : (1844-1918) ;
- Cheremetev, Sergueï Dmitrievitch (1844-1918) ;
- Chidlovski, Nikolaï Vladimirovitch : (1843-1907) ;
- Chilling, Alfred Ottonovitch : (1861-1922) ;
- Chipov, Dmitri Nikolaïevitch Chipov : (1851-1920 ;
- Chipov, Ivan Pavlovitch : (1865-1919) ;
- Chipov, Nikolaï Nikolaïevitch : (1846-1911) ;
- Chirinski-Chikhmatov, Alexeï Alexandrovitch : (1862-1930) ;
- Chichkov, Nikolaï Alexandrovitch : (1856-1910) ;
- Chklarevitch, Piotr Danilovitch : (1841-?) ;
- Chlinne, Vladimir Karlovitch : (1834-1923) ;
- Chmeman, Nikolaï Edouardovitch : (1850-1928) ;
- Chmourlo, Gennadi Franzevitch : (1869-?) ;
- Chott, Lev Ippolitovitch : (1856-?) ;
- Chreïber, Nikolaï Nikolaïevitch : (1838-?) ;
- Chtcheglovitov, Ivan Grigorievitch : (1861-1918) ;
- Chtcherbatov, Nikolaï Borissovitch : (1868-1943) ;
- Chtcherbatiov, Alexandre Nikolaïevitch : (1845-1927).

### D
- Deïtrikh Vladimir Fiodorovitch : (1850-1919) ;
- Dellingsgauzen, Edouard Nikolaëivitch : (1863-1939) ;
- Denisov, Vassili Ilitch : (1863-?) ;
- Dermiz, Dmitri Grigorievitch von : (1829-1916) ;
- Derzvitski, Alexeï Nikolaïevitch : (1859-1943) ;
- Dikov, Ivan Mikhaïlovitch : (1835-1914) ;
- Dmitri (Kovalnitski, Mikhaïl Georgievitch) : (1839-1913) ;
- Disterlo, Roman Alexandrovitch : (1859-1919) ;
- Ditmar, Nikolaï Fiodorovitch von : (1865-1919) ;
- Ditcheskoul, Pavel Viktorovitch Ditcheskoul : (1839-1909) ;
- Dmitriev, Vassili Dmitrievitch : (1839-1913) ;
- Dmitriev, Mikhaïl Dmitrievitch ; (1846-1917) ;
- Dobetski, Evstafi Evstafievitch : (1856-1919) ;
- Dolgoroukov, Alexandre Sergueïevitch : (1841-1912) ;
- Donetski, Alexeï Alexeïevitch : (1845-?) ;
- Drachousov, Vladimir Alexandrovitch : (1850-1912) ;
- Droutskoï-Lioubetski, Ieronim Edvidovitch : (1861-1919) ;
- Droutskoï-Sokolinskoï, Nikolaï Nikolaëvitch : (1856-?) ;
- Douvasov, Fiodor Vassilievitch : (1845-1912) ;
- Doumitrachko, Piotr Nikolaïevitch : (1857-?) ;
- Dournovo, Piotr Nikolaïevitch : (1842-1915) ;
- Dournovo, Piotr Pavlovitch : (1835-1919) ;
- Diakonov, Mikhaïl Alexandrovitch : (1855-1919).

### E

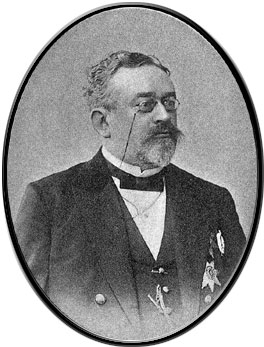
Alexeï Sergueïevitch Ermolov

- Andreï Avgoustovitch Ebergard, Andreï Avgoustovitch : (1856-1919) ;
- Ekesparre, Oskar Reïngoldovitch : (1839-1925) ;
- Elovitski, Ventseslav Adolfovitch : (1851-1928) ;
- Engelgardt, Vadim Platonovitch : (1852-1920) ;
- Erdeli, Iakov Egorovitch : (1856-?) ;
- Eremeev, Alexandre Ksenofontovitch : (1844-1916) ;
- Eristov, Andreï Mikhaïlovitch : (1855-1932) ;
- Ermolov, Alexeï Sergueïevitch : (1847-1917) ;
- Eropkine, Rafail Dmitrievitch : (1868-?) ;
- Erchov, Mikhaïl Dmitrievitch : (1862-1919).

### F
- Filosofov, Dmitri Alexandrovitch : (1861-1907) ;
- Foïnitski, Ivan Iakovlevitch : (1847-1913) ;
- Frederiks, Vladimir Borissovitch : (1838-1927) ;
- Frese, Alexandre Alexandrovitch : (1840-1918) ;
- Frich, Edouard Vassilievitch : (1833-1907).

### G
- Galkine-Vraskoï, Mikhaïl Nikolaïevitch : (1832-1916) ;
- Garine, Nikolaï Pavlovitch : (1861-?) ;
- Gavronski, Stanislav Viktorovitch : (1861-?) ;
- Georguievski, Lev Alexandrovitch : (1860-?) ;
- Gerbel, Sergueï Nikolaïevitch : (1858-?) ;
- Ger, Vladimir Ivanovitch : (1837-1919) ;
- Gevlitch, Dmitri Ksenofontovitch : (1837-1913) ;
- Glebov, Vladimir Petrovitch : (1850-1926) ;
- Glebov, Nikolaï Nikolaïevitch : (1864-1941) ;
- Glezmer, Stanislav Petrovitch : (1853-1916) ;
- Godlevski, Stepan Kornilievitch : (1853-1929) ;
- Goïgen-Hioune, Emili Fiodorovitch von : (1841-1917) ;
- Govoroukho-Otrok, Mikhaïl Iakovlevitch : (1866 ou 1868-?) ;
- Golitsyne, Alexandre Dmitrievitch : (1874-1926) ;
- Golitzyne, Grigori Sergueïevitch : (1838-1907) ;
- Golitsyne, Dmitri Petrovitch : (1860-1928) ;
- Golitsyne, Nikolaï Dmitrievitch : (1850-1925) ;
- Golitsyne, Pavel Pavlovitch : (1856-1914) ;
- Goloubev, Ivan Iakovlevitch : (1841-1918) ;
- Gontcharov, Sergueï Sergueïevitch : (1842-1918) ;
- Goremykine, Ivan Logginovitch : (1839-1918) ;
- Gorvatt, Stanislav Alexandrovitch : (1866-1930) ;
- Gortchakov, Mikhaïl Ivanovitch : (1838-1910) ;
- Goudim-Levkovitch, Ivan Konstaninovitch : (1842-1907) ;
- Goukasov, Pavel Osipovitch : (1858-1937) ;
- Gourko, Vladimir Iosifovitch : (1862-1927) ;
- Gouchko, Alexandre Ivanovitch : (1862-1936) ;
- Grigorovitch, Ivan Konstaninovitch : (1853-1930) ;
- Grimm, David Davidovitch : (1864-1941) ;
- Grodekov, Mikhaïl Ivanovitch : (1843-1913).

### I

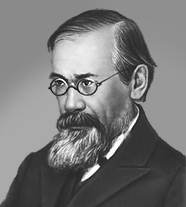
Vassili Klioutchevski

- Iakovlev, Alexandre Ivanovitch : (1863-1909) ;
- Iakountchikov, Boris Mikhaïlovitch :(1859-?) ;
- Ianovski, Nikolaï Semionovitch : (1829-1913) ;
- Iasiouninski, Konstantin Arsenevitch : (1863-1907) ;
- Iasiouninski, Nikolaï Arsenievitch : (1856-1912) ;
- Ignatiev Alexeï Pavlovitch : (1842-1906) ;
- Ignatiev, Nikolaï Pavlovitch : (1832-1908) ;
- Ignatiev, Piotr Alexeïevitch Ignatiev : (1847-?) ;
- Ikskoul von Gildenbandt, Alexandre Alexandrovitch : (1840-1912) ;
- Iskoul von Gildenbrandt, Iouli Alexandrovitch : (1853-1918) ;
- Iline, Alexeï Alexeïevitch : (1858-1942) ;
- Iordanov, Pavel Fiodorovitch : (1858-1920) ;
- Ioumachev, Leonid Viktorovitch : (1863-1920) ;
- Alexandre Petrovitch Isvolski : (1856-1919) ;
- Isvolski, Piotr Petrovitch : (1863-1928) ;
- Ivanitski, Boris Evgenevitch : (1857-1938) ;
- Ivanov, Apollon Viktorovitch : (1842-1909) ;
- Ivanov, Filipp Antonovitch : (1871-1957).

### K
- Kalatchov, Viktor Vasilievitch : (1834-1910) ;
- Kalatchov, Gennadi Viktorovitch : (1865-?) ;
- Kalatchov, Dmitri Viktorovitch : (1861-?) ;
- Kamenski, Ivan Grigorievitch : (1857-1919) ;
- Kamenski, Piotr Valerievitch : (1860-?) ;
- Karpatchev, Dmitri Ivanovitch : (1853-1923) ;
- Karpinski, Tcheslav Alexandrovitch : (1863-1917) ;
- Karpov, Viktor Ivanovitch : (1859-1936) ;
- Kasatkin-Rostovski, Nikolaï Fiodorovitch : (1848-1908) ;
- Kaufman, Piotr Mikhaïlovitch : (1857-1926) ;

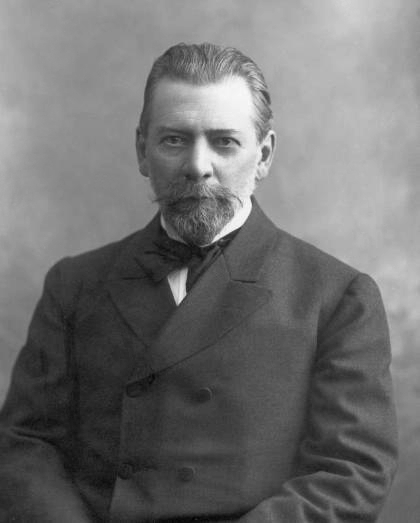
L'industriel et philanthrope russe, Bogdan Ivanovitch Khanenko

- Khanenko, Bogdan Ivanovitch : (1849-1919) ;
- Kharitonov, Piotr Alexeïevitch : (1852-1916) ;
- Khvostov, Alexandre Alexeïevitch : (1857-1922) ;
- Khvostov, Nikolaï Alexeïevitch : (1844-1913) ;
- Khilkov, Mikhaïl Ivanovitch : (1834-1909) ;
- Khlebnikov, Kharlampi Nikolaïevitch : (1834-?) ;
- Khominski, Alexandre Stanislavovitch : (1859-1936) ;
- Khomiakov, Nikolaï Alexeïevitch : (1850-1925) ;
- Khjanovski, Edouard Vikentievitch : (1843-1922) ;
- Klimov, Sergueï Semionovitch : (?-1907) ;
- Klioutchevski, Vassili Ossipovitch : (1841-1911) ;
- Klounnikov, Nikolaï Iosifovitch : (1858-?) ;
- Kobeko, Dmitri Fomitch : (1837-1918) ;
- Kobylinski, Piotr Petrovitch : (1847-1918) ;
- Kokovtsov, Vladimir Nikolaïevitch : (1853-1943) ;
- Kvachnine-Samarine, Stepan Dmitrievitch : (1838-1908) ;
- Komsine Sergueï Ivanovitch : (1849-?) ;
- Koni, Anatoli Fiodorovitch : (1844-1927) ;
- Korf, Anatoli Fiodorovitch : (1842-1917) ;
- Korf, Pavel Leopoldovitch : (1837-1913) ;
- Korvin-Milevski, Ippolite Oskarovitch : (1848-1932) ;
- Korybout-Dachkevitch, Dmitri Richardovitch : (1856-1924) ;
- Kositch, Andreï Ivanovitch : (1833-1917) ;
- Kramer, Nikolaï Ernestovitch von : (1855-1917 ;
- Krasovski, Mikhaïl Vassilievitch : (1851-1911) ;
- Kracheninikov, Ilya Sergueïevitch : (1847-?) ;
- Kracheninikov, Nikolaï Sergueïevitch : (1857-1918) ;
- Krestonvnikov, Grigori Alexandrovitch : (1855-1918) ;
- Krivocheïne, Alexandre Vasilievitch : (1857-1921) ;
- Kronenberg, Leopold Leopoldovitch : (1849-1937) ;
- Krchivitski, Konstantin Faddeevitch : (1840-1919) ;
- Kryjanovski, Sergueï Efimovitch : (1862-1935) ;
- Krym, Solomon Samoïlovitch : (1867-1936) ;
- Kougourtchev, Viatcheslav Alexandrovitch : (1863-1944) ;
- Koudriavtsev, Nikolaï Dmitrievitch : (1860-1914) ;
- Koudriavy, Viktor Andreïevitch : (1860-1919) ;
- Koukol-Iasnopolski, Stepan Alexandrovitch : (1859-?) ;
- Koulomzine, Anatoli Nikolaïevitch : (1838-1929) ;
- Kourakine, Anatoli Alexandrovitch : (1845-1936) ;
- Koutaïsov, Pavel Ippolitovitch : (1838-1923) ;
- Koutcherov, Iakov Vladimirovitch : (1834-1909) ;
- Kouchelev, Andreï Andreïevitch : (1854-1918).

### L
- Lazarev, Piotr Mikhaïlovitch : (1850-1919) ;
- Lamsdorf, Vladimir Nikolaïevitch : (1844-1907) ;
- Lappo-Danileski, Alexandre Sergueïevitch : (1863-1919) ;
- Laptev, Innokenti Pavlovitch : (1872-1917) ;
- Lachkariov, Grigori Alexandrovitch : (1862-1932) ;
- Levchine, Dmitri Dmitrievitch : (1854-?) ;
- Leontovitch, Ivan Nikolaïevitch : (1860-1926) ;
- Lesevitski, Leonid Dmitrievitch : (1865-) ;
- Lechtchinski, Sigizmound Vladislavovitch : (en langue polonaise : (Sigmunt Leszczyński) (1866-1942) ;
- Lieven, Andreï Alexandrovitch : (1839-1916) ;
- Linder, Konstantin Karlovitch : (1836-1909) ;
- Lisanevitch, Ivan Alexeïevitch : (1840-1915) ;
- Lobanov-Rostovki, Alexeï Nikolaïevitch : (1862-1921) ;
- Lopatsinski, Stanislas Ignatievitch : (1851-1933) ;
- losev, Mikhaïl Loukitch : (1851-1912) ;
- Loukianov, Sergueï Mikhaïlovitch : (1855-1935) ;
- Likochine, Alexandre Ivanovitch : (1861-1918).

### M

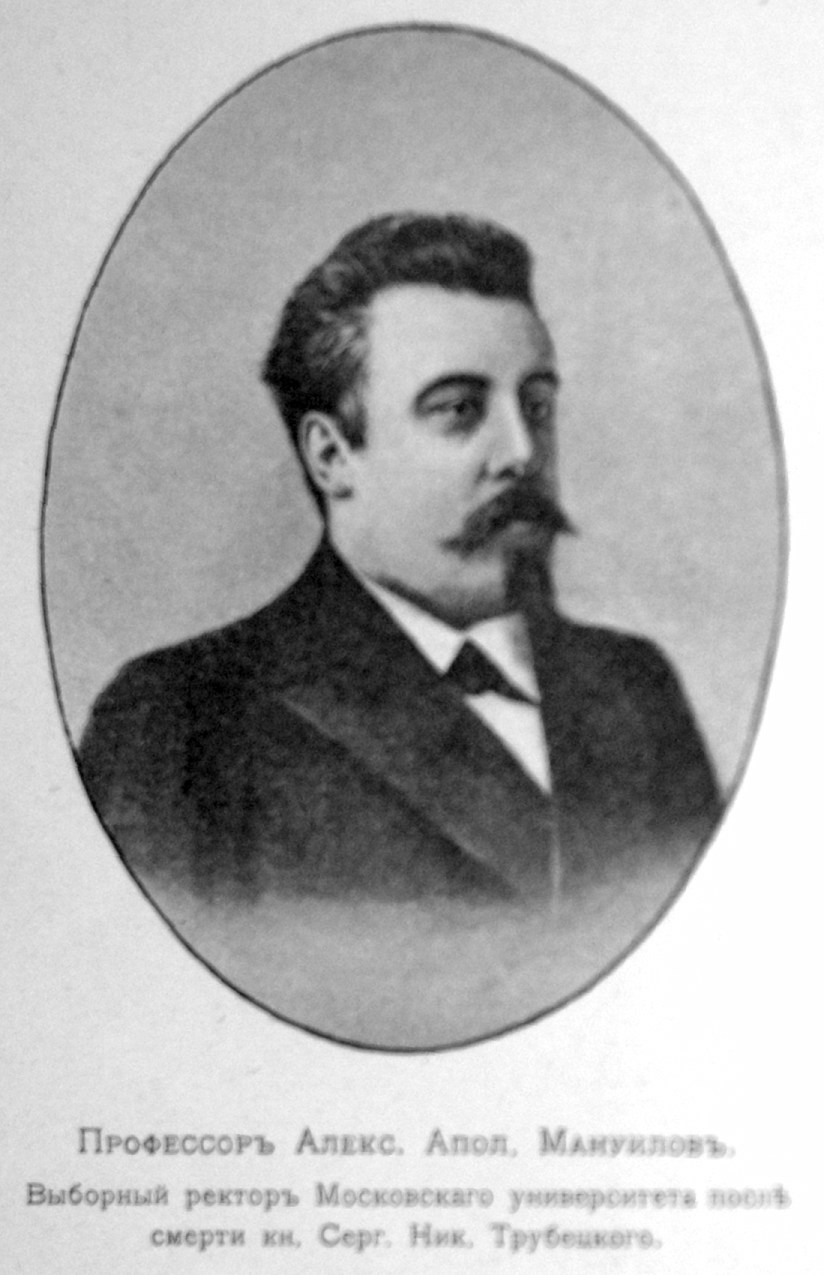
Le ministre de l'Instruction publique du gouvernement provisoire, Alexandre Apollonovitch Manouïlov (1861-1929)

- Maïdel, Axel Edouardovitch von : (1869-1945) ;
- Makarov, Alexandre Alexandrovitch : (1857-1919) ;
- Maklakov, Nikolaï Alexeïevitch : (1871-1918) ;
- Mamantov, Vasili Ilitch : (1863-1928) ;
- Mansourov, Nikolaï Pavlovitch : (1830-1911) ;
- Manouïlov, Alexandre Apollonovitch : (1861-1929) ;
- Manoukhine, Sergueï Sergueïevitch : (1856-1922) ;
- Marine, Nikolaï Viktorovitch : (1865-?) ;
- Maslov, Nikolaï Nikolaïevitch : (1846-1912) ;
- Medem, Otton Lioudvigovitch von : (1847-1925) ;
- Mejakov-Kaïoutov, Sergueï Pavlovitch : (1861-1911) ;
- Meïchtovitch, Alexandre Edouardovitch : (en langue polonaise : Aleksander Meysztowicz) (1864-1943) ;
- Meller-Zakomelski, Alexandre Nikolaïevitch : (1844-1928) ;
- Meller-Zakomelski, Vladimir Vladimirovitch : (1863-1920) ;
- Mengden, Vladimir Mikhaïlovitch : (1826-1910) ;
- Mendeleev, Pavel Pavlovitch : (1863-1951) ;
- Mechtcherine, Vladimir Petrovitch : (1849-?) ;
- Miklachevski, Mikhaïl Ilitch : (1854-1916) ;
- Mosolov, Alexeï Ivanovitch : (1863-1943) ;
- Mouratov, Nikolaï Pavlovitch : (1867-?) ;
- Moussine-Pouchkhine, Vladimir Alexeïevitch : (1868-1918) ;
- Moukhine, Alexandre Flegontovitch : (1848-?) ;
- Miasoedov, Mikhaïl Alexandrovitch : (1850-?) ;
- Miasoedov-Ivanov, Viktor Andreïevitch : (1841-1911).

### N
- Nadejine, Alexandre Petrovitch : (1857-1931) ;
- Napiorkovski, Abdon Ioulianovitch : (1851-1917) ;
- Narychkine, Alexandre Alexeïevitch : (1839-1916) ;
- Naoumov, Alexandre Nikolaïevitch : (1868-1950) ;
- Nezabytovski, Karl Konstantinovitch : (1865-1952) ;
- Neïdgart, Alexeï Borisovitch : (1863-1918) ;
- Neïdgart, Dmitri Borisovitch : (1861-1942) ;
- Neklioudov, Sergueï Mikhaïlovitch : (1846-1912) ;
- Nemechaev, Klavdi Semionovitch : (1849-1927) ;
- Nenarokov, Alexandre Vasilievitch : (1870-?) ;
- Nikolaï (Ziorov), Mikhaïl Zakarovitch : (1851-1915) ;
- Nikolski, Alexandre Petrovitch : (1851-1918) ;
- Nikon, (Rojdestvenski), Nikolaï Ivanovitch : (1851-1919) ;
- Nirod, Maksimilian Evstafevitch : (1848-1914) ;
- Novitski, Iosif Iosifovitch : (1847-1917) ;
- Nolde, Emmanouil Ioulevitch : (1854-1909) ;
- Nolken, Edouard Akselevitch : (1875-?) ;
- Nyrkov, Mikhaïl Ivanovitch : (1865-?).

### O

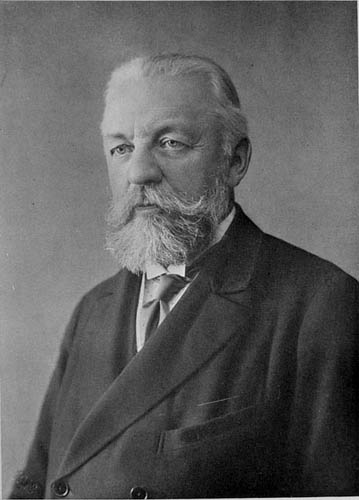
Le prince Alexandre Dmitrievitch Obolenski (1847-1917)

- Obolenski, Alexandre Dmitrievitch : (1847-1917) ;
- Obolenski, Alexeï Dmitrievitch : (1855-1933) ;
- Obolenski-Neledinski-Meletski, Valerian Sergueïevitch : (1848-1907) ;
- Ozerov, Ivan Kristoforovitch : (1869-1949) ;
- Oznobichine, Vladimir Nilovitch : (1855-?) ;
- Oliv, Sergueï Vasilievitch : (1844-1909) ;
- Olizar, Ivan Emilievitch : (1855-1915) ;
- Olsoufiev, Dmitri Adamovitch : (1862-1937) ;
- Oldenbourg, Sergueï Fiodorovitch : (1863-1934) ;
- Orlovski, Ksaveri Alexandrovitch : (1862-1926) ;
- Ostrovski, Iosif Alexandrovitch : (en langue polonaise : Józef Ostrowski) (1850-1923) ;
- Ofrosimov, Iakov Nikandrovitch : (1862-1946) ;
- Okhotnikov, Vladimir Nikolaïevitch : (1847-1919) ;
- Ouvarov, Igor Alexeïevitch : (1869-1934) ;
- Ouvarov, Fiodor Alexeïevitch : (1866-1954) ;
- Ounterberger, Pavel Fridrikhovitch : (en langue allemande : Paul Unterberger) (1842-1921) ;
- Ourousov, Vladimir Mikhaïlovitch : (1857-1922) ;
- Ourousov, Nikolaï Petrovitch : (1864-1918) ;
- Ouchakov, Iakov Afanasievitch : (1841-1912).

### P
- Pahlen, Konstantin Ivanovitch : (1830-1912) ;
- Pahlen, Pavel Petrovitch : (1862-1942) ;
- Palitsyne, Fiodor Fiodorovitch : (1851-1923) ;
- Panteleev, Alexandre Ilitch : (1838-1919) ;
- Perelechine, Alexandre Vasilievitch : (1856-1910) ;
- Petrov, Nikolaï Petrovitch : (1836-1920) ;
- Pilar von Pilkhaou, Adolf Adolfovitch : (1851-1925) ;
- Pikhno, Dmitri Ivanovitch : (1853-1913) ;
- Platonov, Stepan Fiodorovitch : (1844-1916) ;
- Plehve, Nikolaï Viatseslavovitch : (1871-?) ;
- Plotnikov, Ivan Nikolaïevitch : (1857-?) ;
- Pollevski-Kozell, Vikenti Alfonsovitch : (1853-1929) ;
- Pokrovski, Nikolaï Nikolaïevitch : (1865-1930) ;
- Polivanov, Alexeï Andreïevitch : (1855-1920) ;
- Polivanov, Vladimir Nikolaïevitch : (1848-1915) ;
- Polovtsov, Alexandre Alexandrovitch : (1832-1909) ;
- Poloratski, Piotr Alexeïevitch : (1842-1909) ;
- Pototski, Genrikh Rodrogovitch : (en langue polonaise Henryk Potocki) (1868-1958) ;
- Prjevlotski, Konstantin Iosifovitch : (1857-1930) ;
- Poustoroslev, Piotr Pavlovitch : (1854-?).

### R

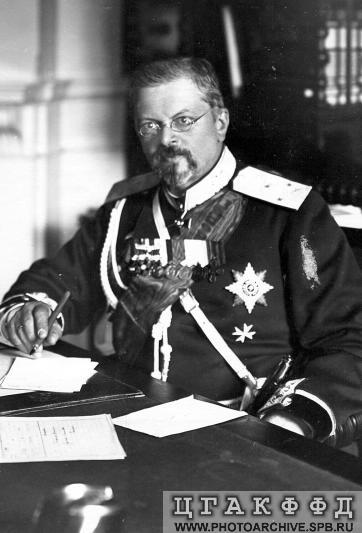
Le général et ministre de la Guerre Alexandre Fiodorovitch von Rediger

- Razoumovski, Apollon Nikolaïevitch : (1853-?) ;
- Rakovitch, Ivan Egorovitch : (1863-?) ;
- Ratchinski, Alexandre Konstantinovitch : (1867-) ;
- Rebinder, Nikolaï Alexandrovitch : (1863-1918) ;
- Rediger, Alexandre Fiodorovitch von : (1853-1920) ;
- Revoutski, Piotr Dmitrievitch : (1847-1911) ;
- Reïtern, Vladimir Evstafevitch : (1851-1917) ;
- Rerberg, Piotr Fiodorovitch : (1835-1916) ;
- Rimski-Korsakov, Alexandre Alexandrovitch : (1850-1922) ;
- Rikhter, Otton Borisovitch : (1830-1908) ;
- Rogovitch, Alexeï Petrovitch : (1858-) ;
- Rodzianko, Mikhaïl Vladimirovitch : (1859-1929) ;
- Rozen, Alexandre Fiodorovitch von : (1870-1945) ;
- Romanov, Piotr Mikhaïlovitch : (1851-1911) ;
- Romer, Vladimir Emilievitch : (1840-1907) ;
- Roop, Khristofor Khristoforovitch : (1831-1918) ;
- Rostovtsev, Ivan Iakovlevitch : (1833-?) ;
- Rotvand, Stanislas Matveevitch : (1839-1916) ;
- Roukhlov, Sergueï Vasilievitch : (1852-1918) ;
- Rykov, Evgeni Vladimirovitch : (1838-?) ;
- Riabouchinski, Pavel Pavlovitch : (1871-1924).

### S
- Sabler, Vladimir Karlovitch : (1845-1929) ;
- Sabourov, Andreï Alexandrovitch : (1837-1916) ;
- Sabourov, Piotr Alexandrovitch : (1835-1918) ;
- Saveliev, Vassili Vladimirovitch : (1847-1917) ;
- Savitski, Nikolaï Petrovitch : (1867-1941) ;
- Sazonov, Sergueï Dmitrievitch : (1860-1927) ;
- Salov, Vassili Vasilievitch : (1839-1909) ;
- Saltykov, Alexandre Alexandrovitch : (1865-1940?) ;
- Saltykov, Ivan Nikolaïevitch : (1870-1941) ;
- Samarine, Alexandre Dmitrievitch : (1868-1932) ;
- Samarine, Fiodor Dmitrievitch : (1858-1916) ;
- Selivanov, Andreï Nikolaïevitch : (1847-1917) ;
- Semionov, Vladimir Nikolaïevitch : (1850-?) ;
- Semionov-Tian-Chanski, Piotr Petrovitch : (1827-1914) ;
- Semigradov, Dmitri Nikolaïevitch : (1869-?) ;
- Seraphim, (Tchitchagov), Leonid Mikhaïlovitch : (1856-1937) ;
- Sergeevitch, Vassili Ivanovitch : (1832-1910) ;
- Sergeevski, Nikolaï Dmitrievitch : (1849-1908) ;
- Skadovski, Sergueï Baltazarovitch : (1863-1918) ;
- Skarjinski, Metchislav-Tadeouch Edmoundovitch : (1865-1930) ;
- Skvortsov, Mikhaïl Nikolaïevitch : (1845-?) ;
- Skirmount, Konstantin Genrikhovitch : (1866-1949) ;
- Skirmount, Roman Alexandrovitch : (1868-1939) ;
- Sobolevski, Alexeï Ivanovitch : (1856-1929) ;
- Sokovnine, Alexeï Nikolaïevitch : (1851-1907) ;
- Solski, Dmitri Martinovitch : (1833-1910) ;
- Somov,Sergueï Mikhaïlovitch : (1854-1924) ;
- Stakheev, Fiodor Vasilievitch : (1870-?) ;
- Stakhovitch, Mikhaïl Alexandrovitch : (1861-1923) ;
- Steven, Alexandre Khristianovitch : (1844-1910) ;
- Stenbok-Fermor, Ivan Vasilievitch : (1859-1916) ;
- Stichinski, Alexandre Semionovitch : (1851-1922) ;
- Stolypine, Piotr Arkadievitch : (1862-1911) ;
- Stromilov, Sergueï Semionovitch : (1856-1911) ;
- Stroukov, Anani Petrovitch : (1851-1922) ;
- Souvtchinski, Corneli Eftikhievitch : (1856-1917) ;
- Soukhomlinov, Vladimir Alexandrovitch : (1848-1926) ;
- Soukhomlinov, Nikolaï Fiodorovitch : (1852-?) ;
- Soukhotine, Nikolaï Nikolaïevitch : (1847-1918) ;
- Styrnev, Alexandre Petrovitch : (1855-?) ;
- Sirotchinski, Stanislav-Karl Severinovitch : (1847-1912).

### T

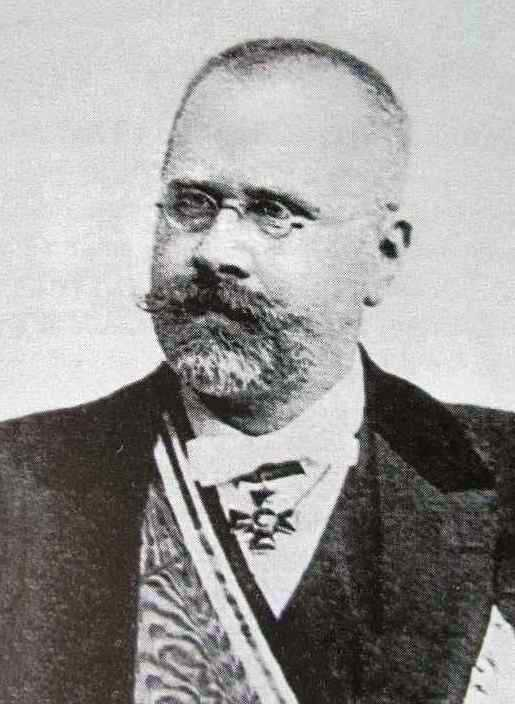
Le compositeur russe Alexandre Sergueïevitch Taneev

- Tagantsev, Nikolaï Stepanovitch : (1843-1923) ;
- Taneev, Alexandre Sergueïevitch : (1850-1918) ;
- Tatichtchev, Ivan Dmitrievitch : (1830-1913) ;
- Taoube, Maksim Antonovitch : (1826-1910) ;
- Taoube, Mikhaïl Alexandrovitch : (1826-1910) ;
- Tchavtchavadze, Ilia Grigorievitch : (1837-1907) ;
- Tchaplinski, Georgi Gavrilovitch : (1865-?) ;
- Tchebotariov, Stepan Stepanovitch : (1851-?) ;
- Tchebychev, Nikolaï Alexeïevitch : (1852-?) ;
- Tchemodourov, Alexandre Alexandrovitch : (1850-?) ;
- Tcherevanski, Vladimir Pavlovitch : (1836-1914) ;
- Tchernitski, Vassili Ivanovitch : (1851-?) ;
- Tchikhatchiov, Nikolaï Matveevitch : (1830-1917) ;
- Nikolaï Nikolaïevitch Tchokolaev, Tchokolaev, Nikolaï Nikolaïevitch : (1830-1920) ;
- Terner, Fiodor Goustavovitch : (1828-1906) ;
- Tizengaouzen, Genrikh Ioulievitch : (1843-1914) ;
- Timachev, Sergueï Ivanovitch : (1858-1920) ;
- Timiriazev, Vassili Ivanovitch : (1849-1919) ;
- Tolstoï, Alexandre Petrovitch : (1863-) ;
- Tol, Sergueï Alexandrovitch : (1848-1923) ;
- Tomanovski, Vladimir Nikolaïevitch : (1862-?) ;
- Tregoubov, Simeon Ivanovitch : (1856-?) ;
- Trepov, Alexandre Fiodorovitch : (1860-1918) ;
- Trepov, Vladimir Fiodorovitch ; (1860-1918) ;
- Tripolitov, Mikhaïl Nikolaïevitch : (1854-?) ;
- Troubetskoï, Evgeni Nikolaïevitch : (1863-1920) ;
- Troubetskoï, Piotr Nikolaïevitch : (1858-1911) ;
- Troubnikov, Alexandre Nikolaïevitch : (1853-1922) ;
- Troubnikov, Iouri Vladimirovitch : (1857-?) ;
- Tychkevitch, Maksimilian Ivanovitch : (1864-1944) ;
- Tioutrioumov, Evgeni Matveevitch : (1865-1943) ;
- Tioutchev, Ivan Fiodorovitch : (1846-1909).

### V
- Vasiliev, Alexandre Vasilievitch : (1853-1929) ;
- Vassiltchikov, Boris Alexandrovitch : (1860-1931) ;
- Velioveïski, Stepan Adamovitch : (1865-1931) ;
- Veriovkine, Alexandre Nikolaïevitch : (1864-1922) ;
- Vernadski, Vladimir Ivanovitch : (1863-1945) ;
- Verkhovski, Vladimir Vladimirovitch : (1849-1912) ;
- Voevodsky, Stepan Arkadievitch : (1859-1937) ;
- Voïnilovitch, Edouard Adamovitch : (1847-1928) ;
- Voïnitch-Sianojenski, Vladislav Platonovitch : (1850-1914) ;
- Voljine, Alexandre Nikolaïevitch : (1860-1933) ;
- Volkonski, Nikolaï Sergueïevitch : (1848-1910) ;
- Vykovski, Goustav Vikentievitch : (1860-1940) ;
- Viazemski, Leonid Dmitrievitch : (1848-1909).

### W

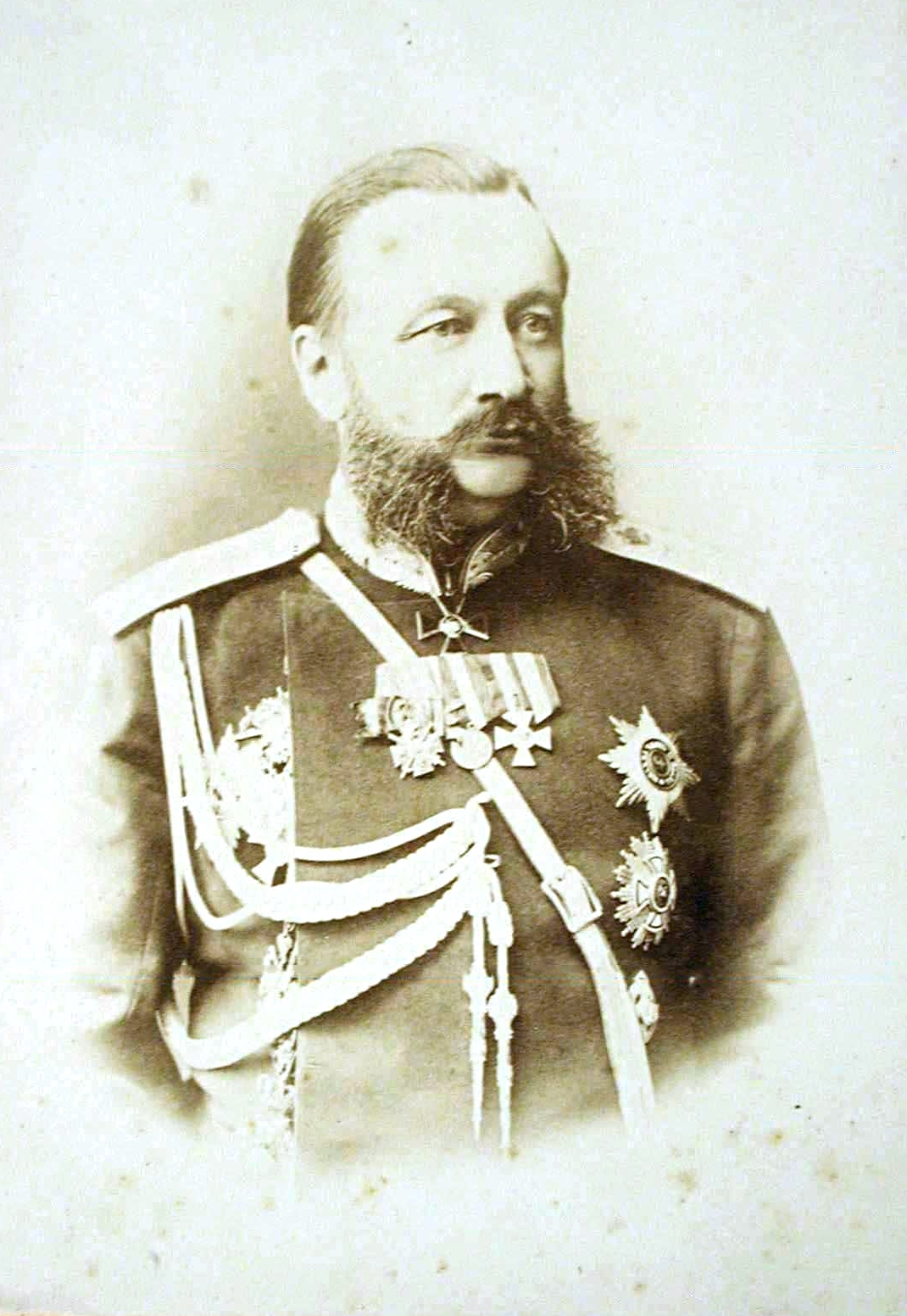
Le général Viktor Karl Wilhelm Konrad von Wahl en 1893

- Wahl, Viktor Karl von : (1840-1915) ;
- Weber, Sergueï Fiodorovitch : (1857-?) ;
- Weinstein, Grigori Emmanouilovitch : (1860-1929) ;
- Welepolski, Sigismund Iosifovitch : (1863-1919) ;
- Witte Sergueï Ioulievitch : (1849-1915).

### Z

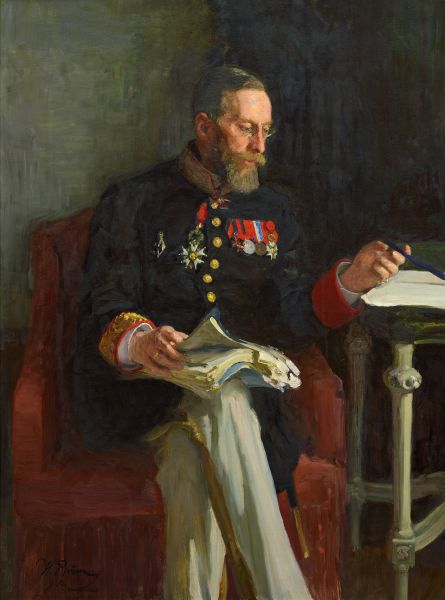
Alexandre Dmitrievitch Zinoviev, portrait par Ilya Efimovitch Repine.

- Zagoskine, Nikolaï Pavlovitch : (1851-1912) ;
- Zverev, Nikolaï Andreïevitch : (1850-1917) ;
- Zelentsov, Anatoli Alexandrovitch : (1854-1918) ;
- Zinoviev, Alexandre Dmitrievitch : (1854-1931) ;
- Zinoviev, Ivan Alexeïevitch : (1835-1917) ;
- Zinoviev, Nikolaï Alexeïevitch : (1839-1917) ;
- Zoubachev, Efim Loukianovitch : (1860-1928) ;
- Zoubov, Nikolaï Pavlovitch : (1858-?) ;
- Zoubtchaninov, Sergueï Ivanovitch : (1864-1935).

## Sources
- D.N. Chilov, I.A. Kouzmine. Membres du Conseil d'État de l'Empire russe, 1801-1906 : Références bibliographiques Saint-Pétersbourg - Dmitri Boulanine. 2007. 992 pages.  (ISBN 5-86007-515-4).
- Conseil d'État de l'Empire russe, 1906-1917 : Encyclopedia. Moscou : Encyclopédie politique de la Russie. 2008. 343 pages.  (ISBN 978-5-8243-0986-7).

- (ru) Cet article est partiellement ou en totalité issu de l’article de Wikipédia en russe intitulé « Список членов Государственного совета Российской империи » (voir la liste des auteurs).

## Portraits

### Membres du Conseil d'État, portraits du peintre russe Ilya Répine

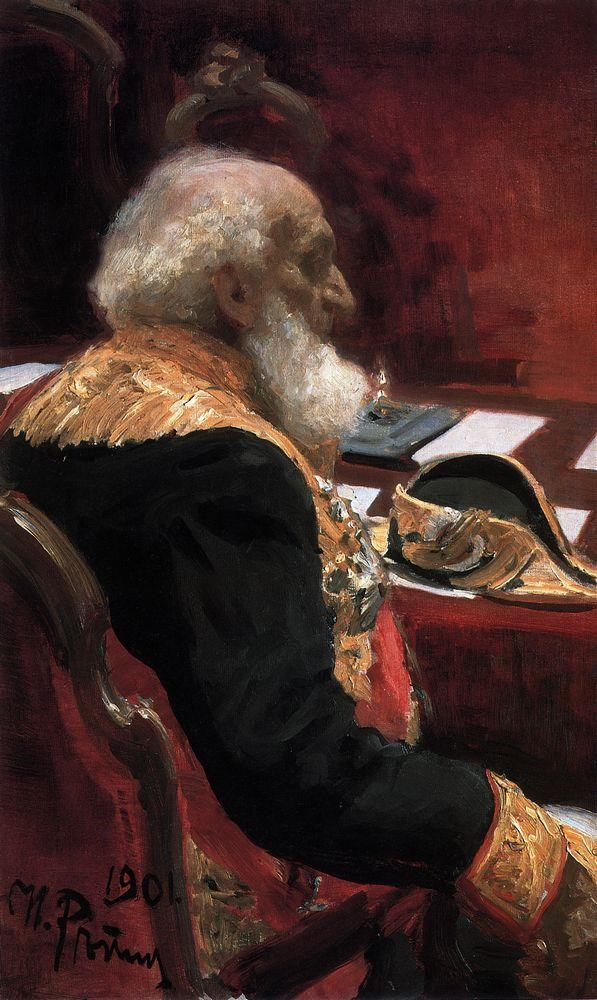
Vladimir Nikolaïevitch Semionov
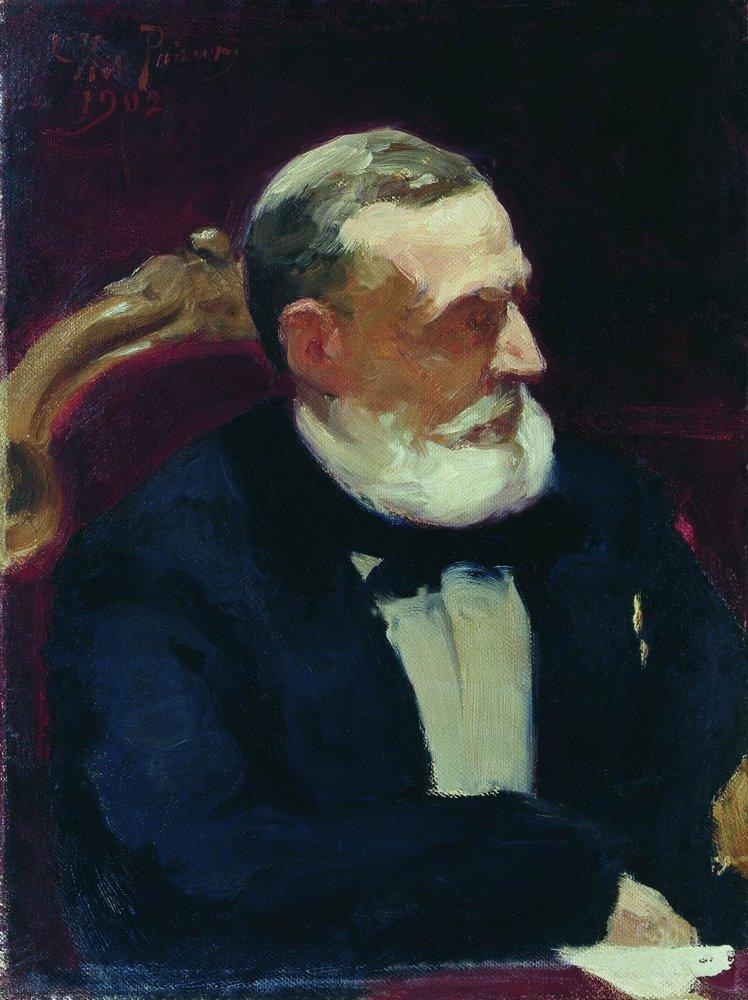
Ivan Ivanovitch Chamchine
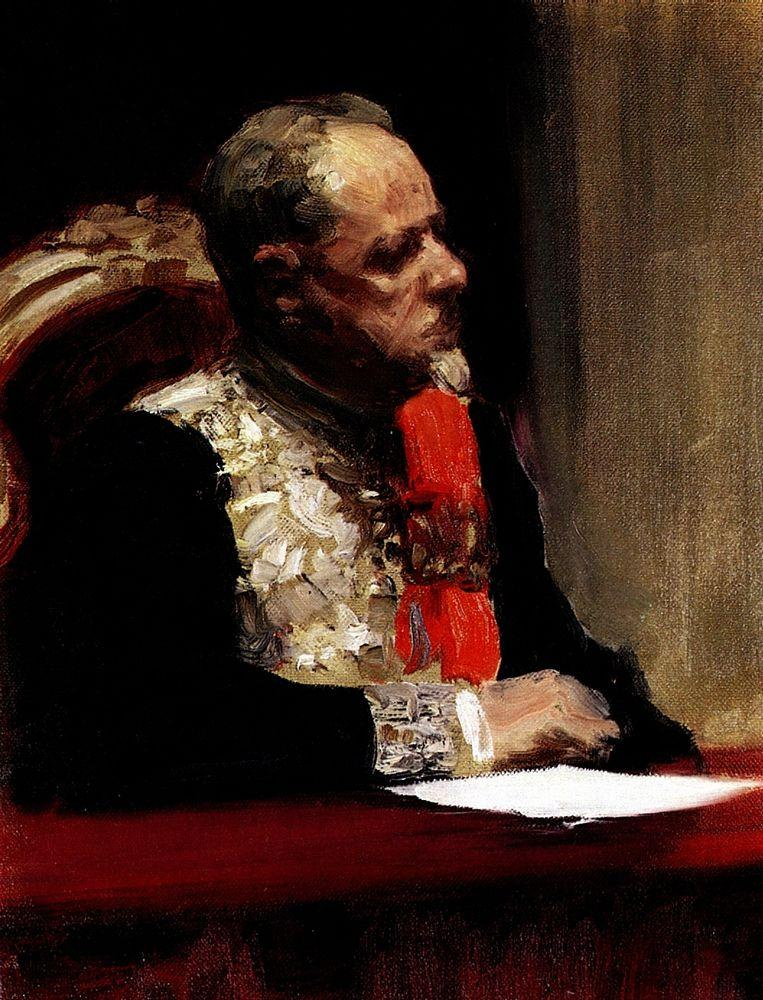
Mikhaïl Ivanovitch Khilkov
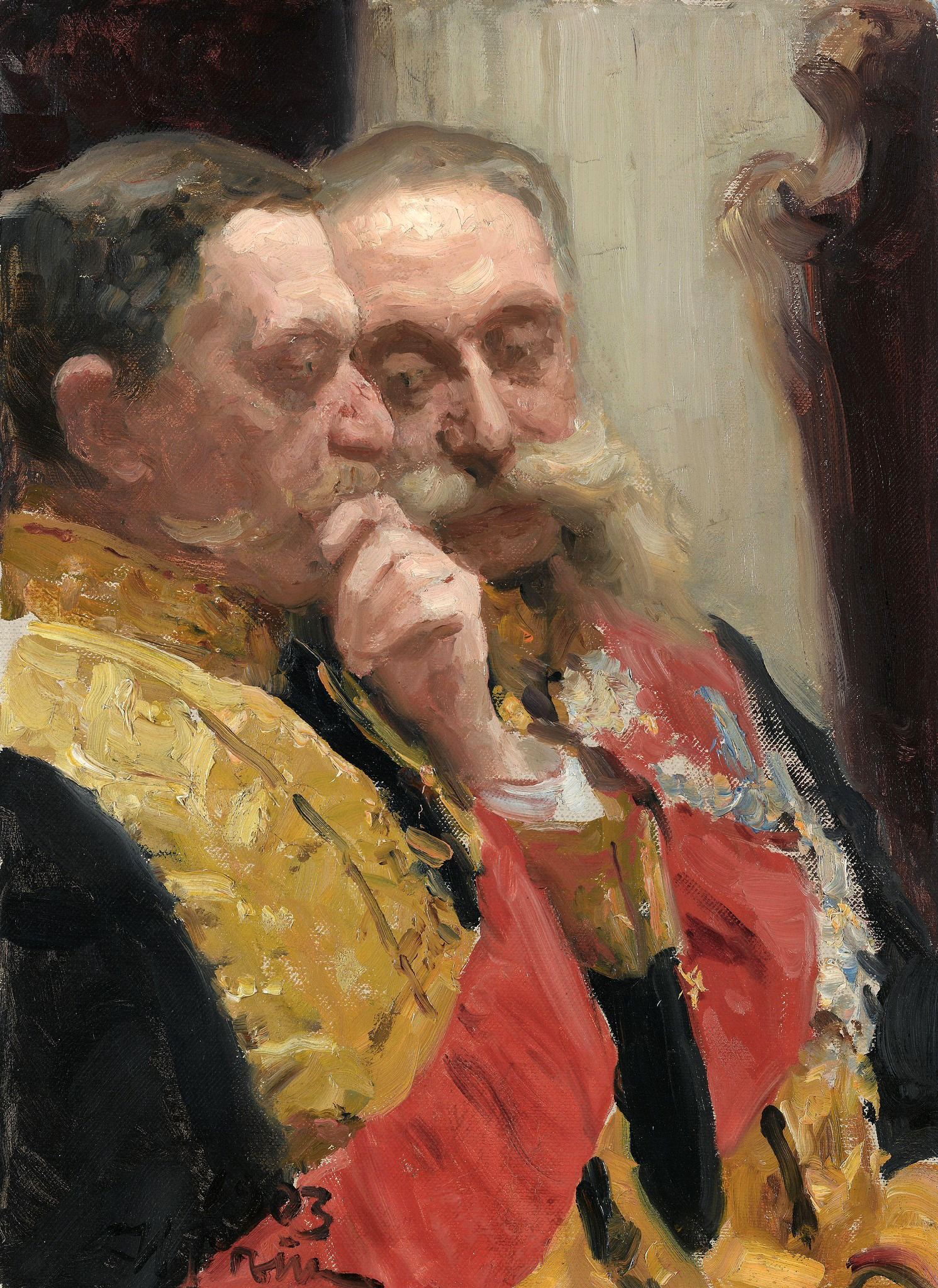
Ivan Logginovitch Goremykine
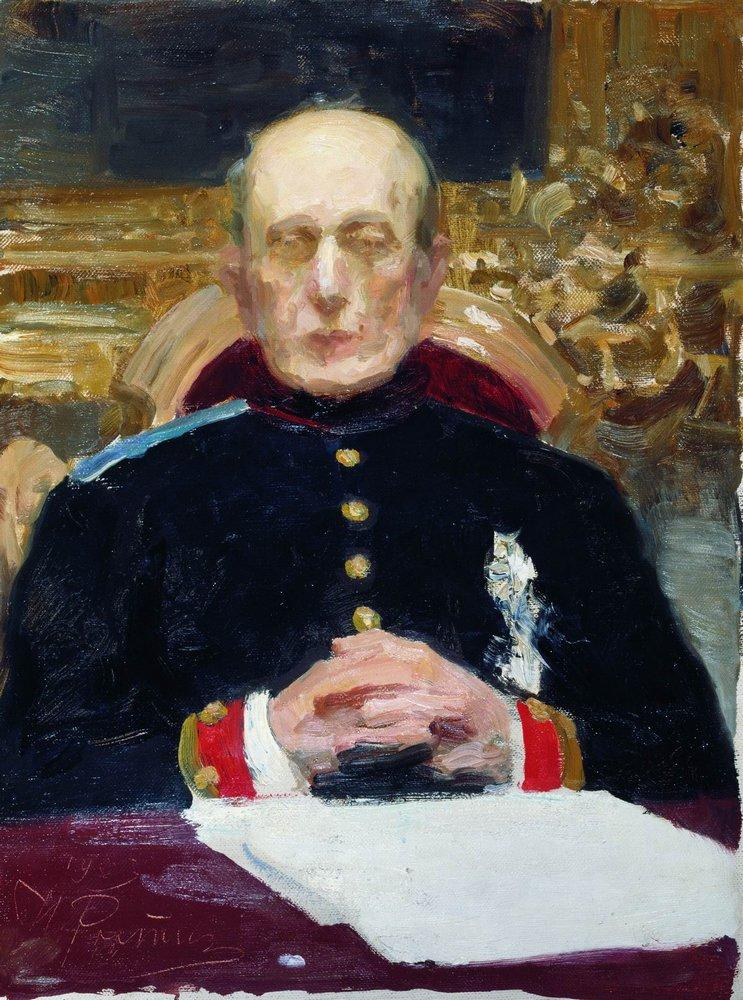
Constantin Petrovitch Pobiedonostsev
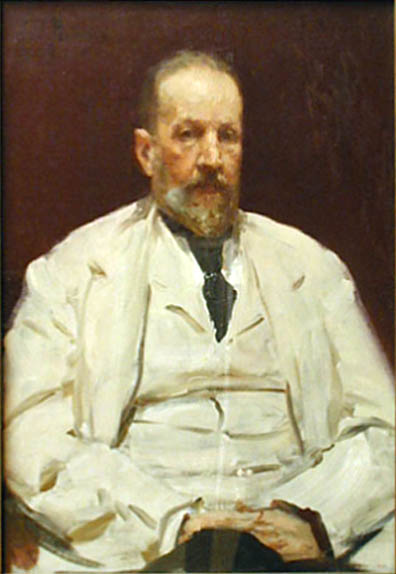
Sergueï Ioulievitch Witte
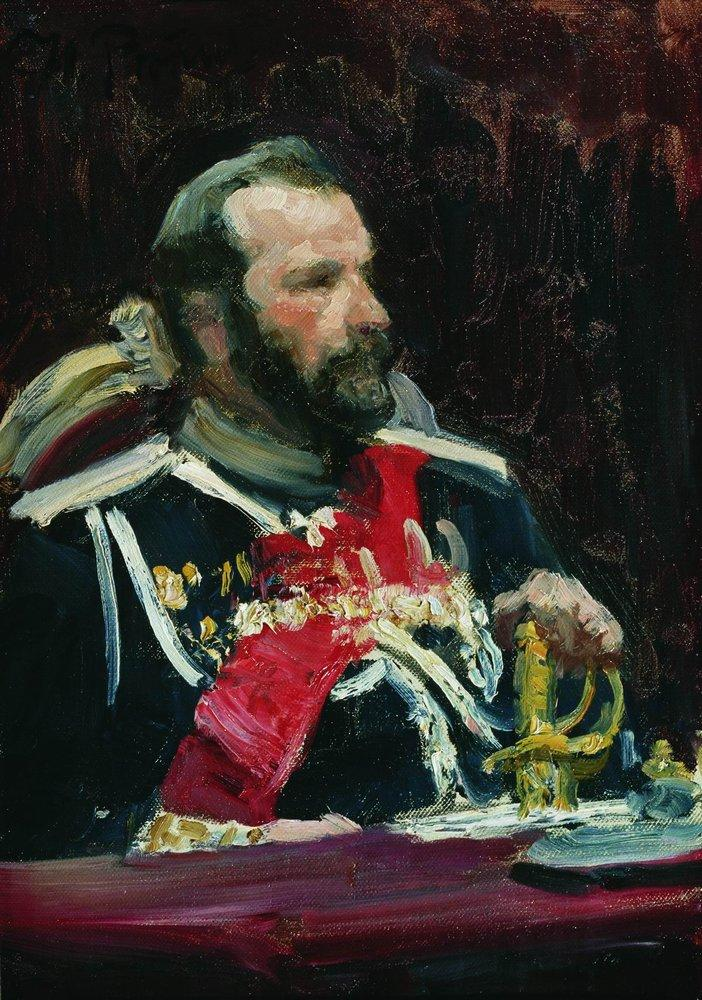
Alexeï Nicolaïevitch Kouropatkine
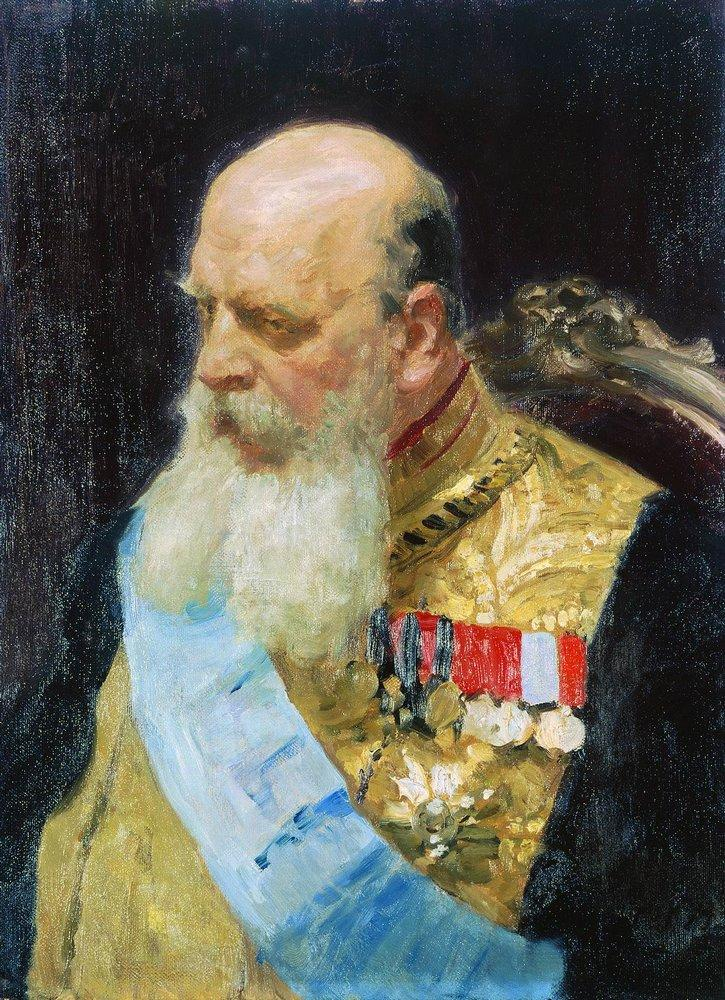
Dmitri Martinovitch Solski
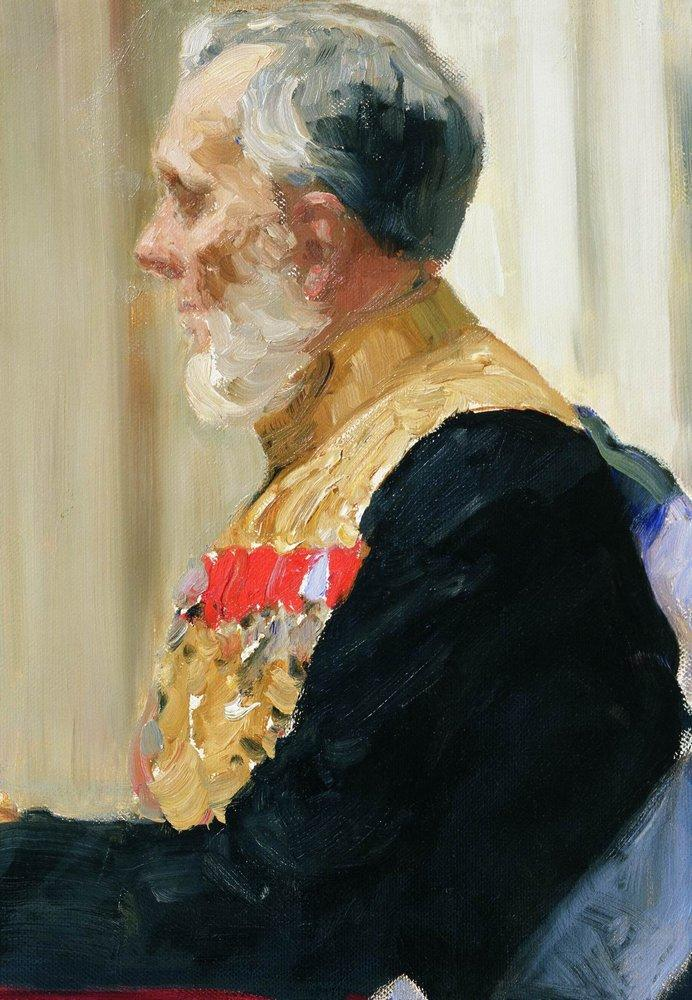
Constantin Ivanovitch Pahlen
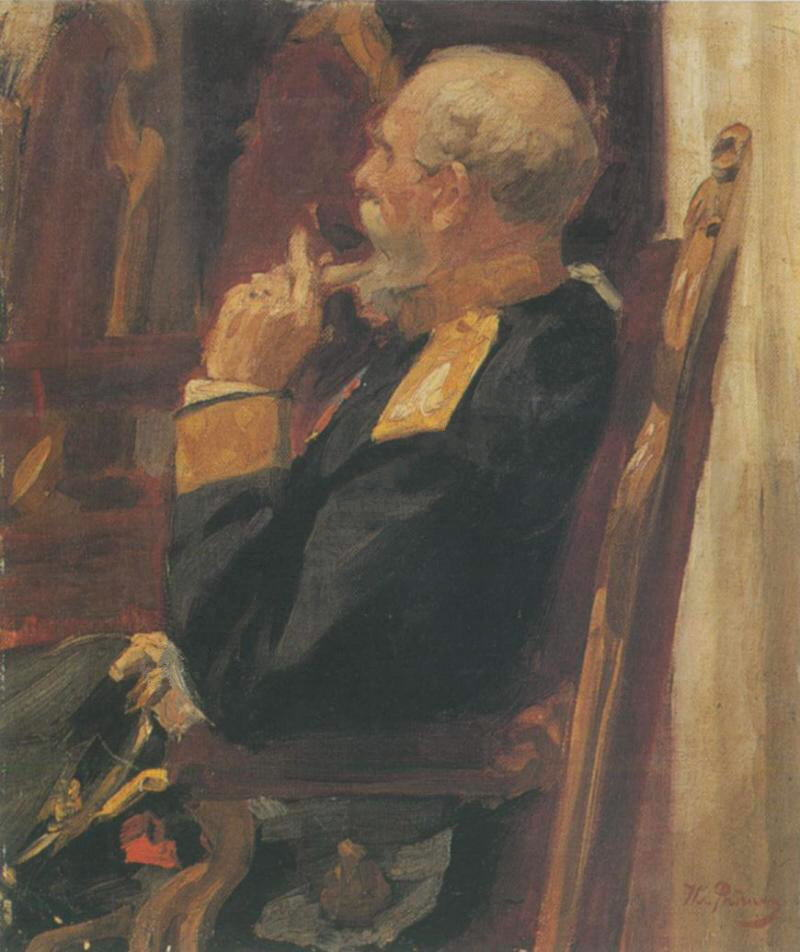
Nikolaï Nikolaïevitch Obroussev
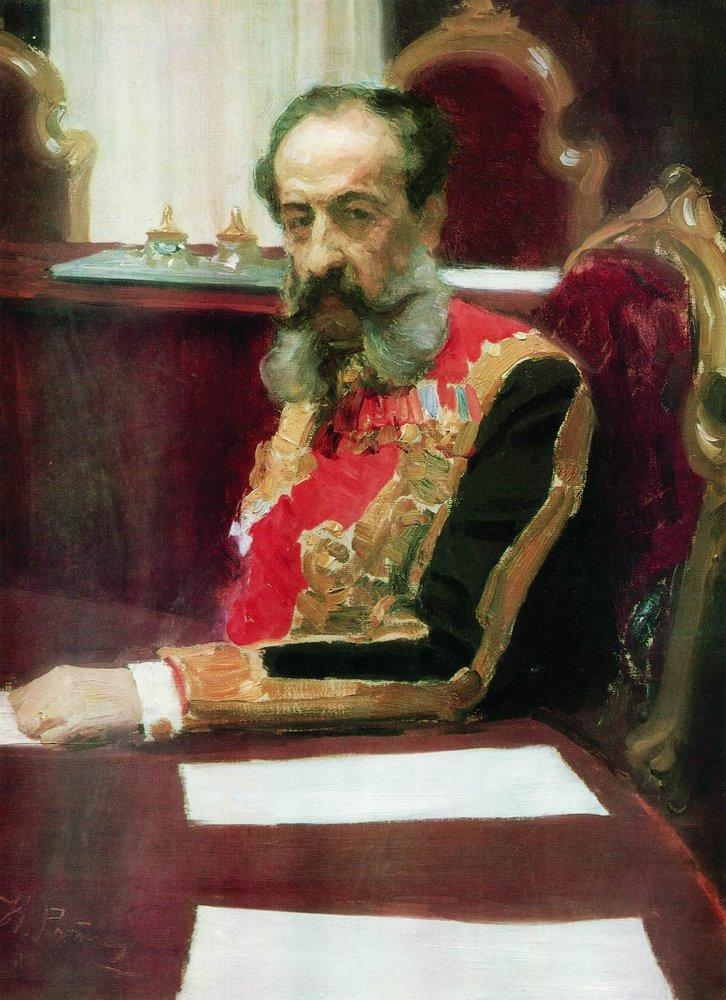
Prince Nikolaï Sergueïevitch Volkonski
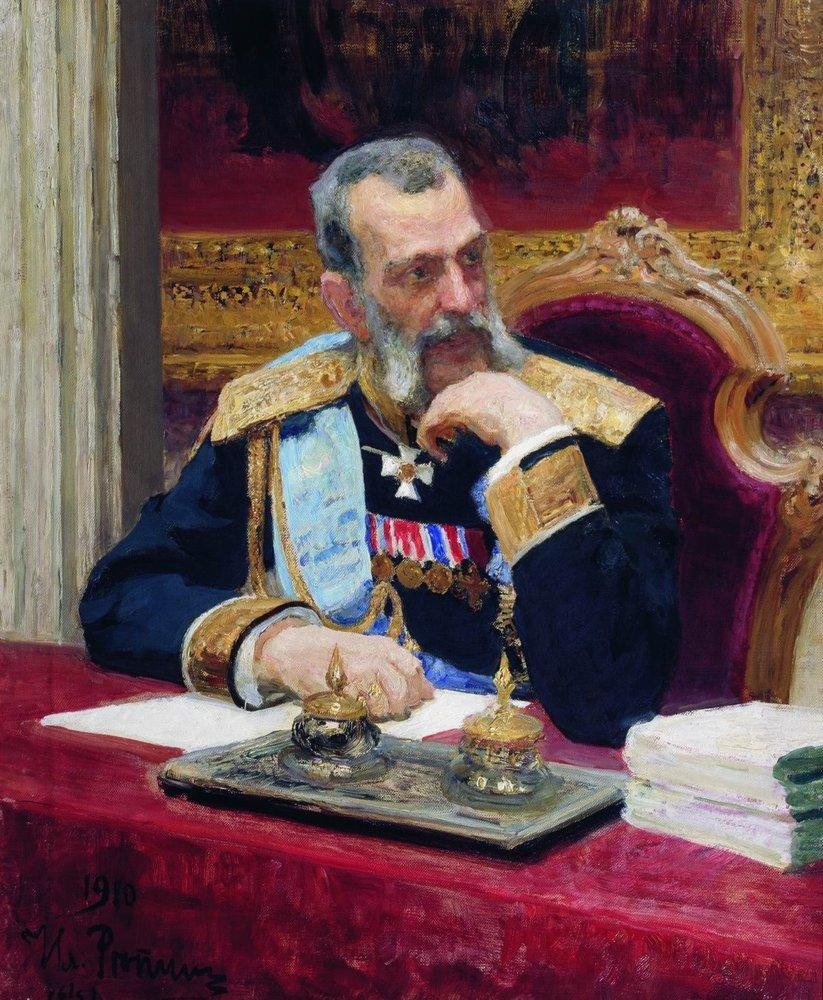
Grand-duc Vladimir Alexandrovitch de Russie
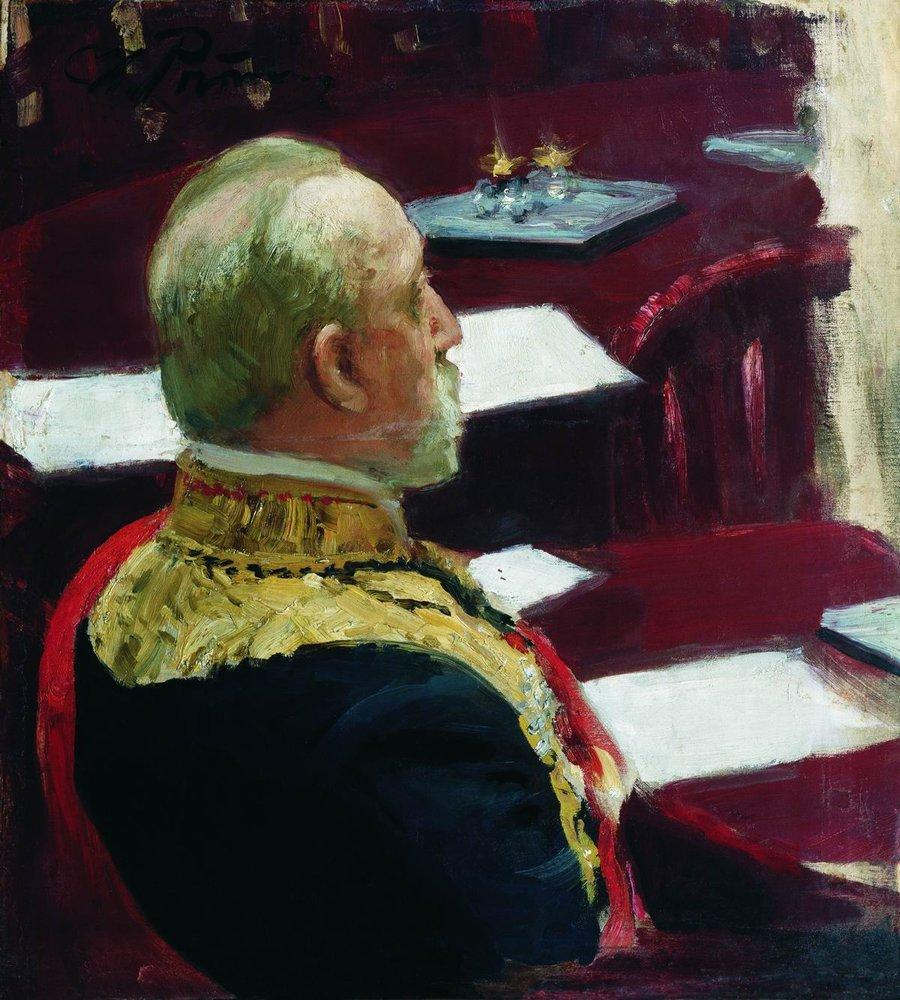
Mikhaïl Nikolaïevitch Galkine-Vraskoï
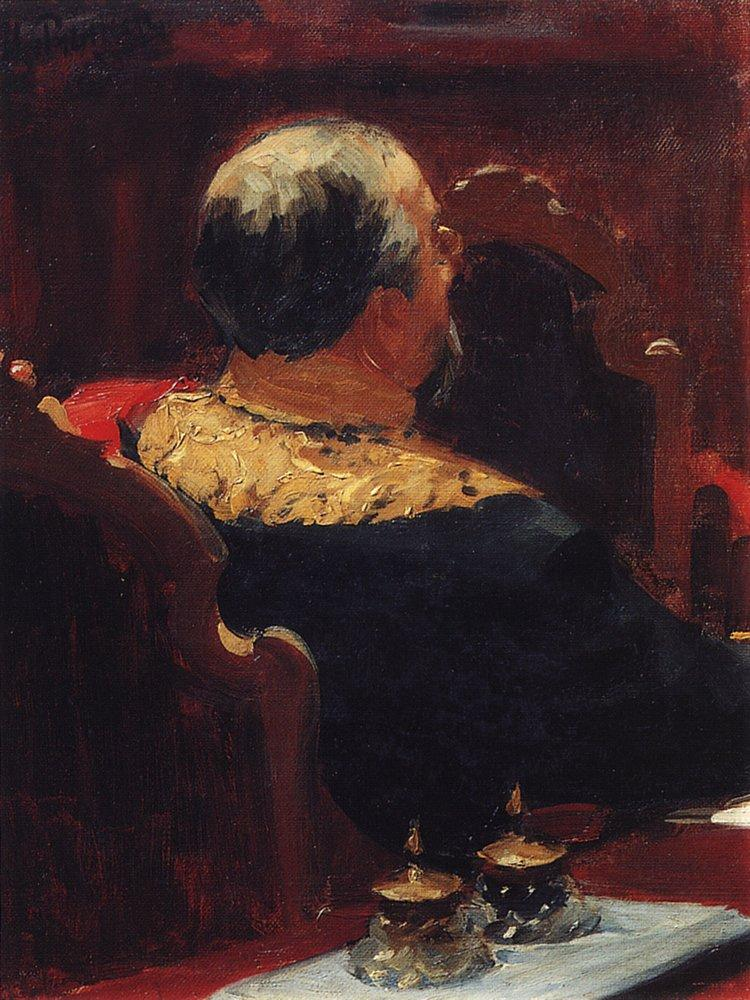
Iouli Alexandrovitch von Ikskül-Hildenbrandt
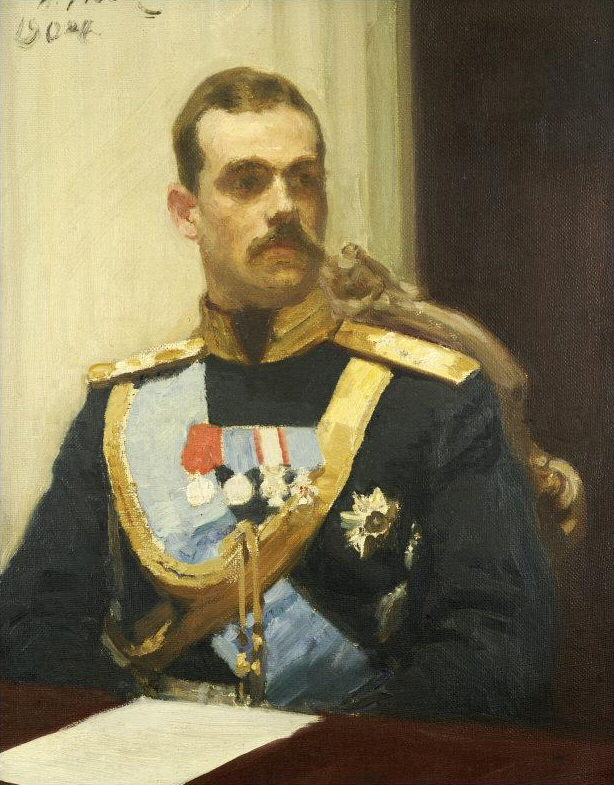
Grand-duc Michel Alexandrovitch de Russie
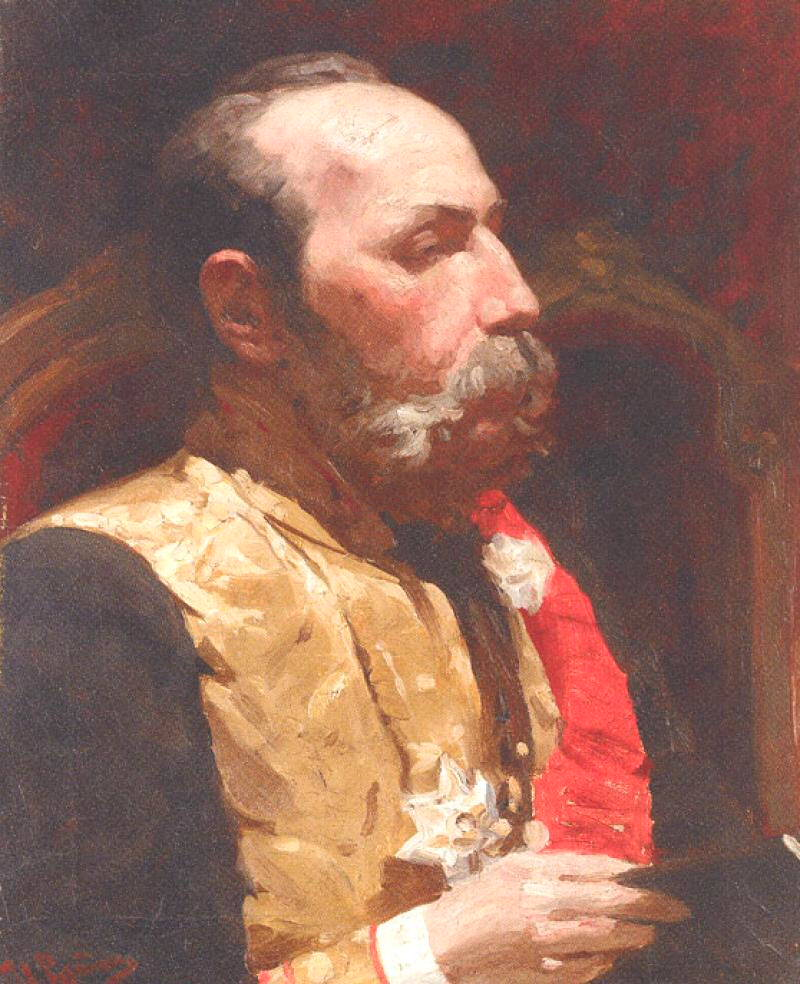
Fiodor Gustavovitch Terner

### Portraits de membres du Conseil d'État, œuvres du peintre russe Boris Mikhaïlovitch Koustodiev (1878-1927)

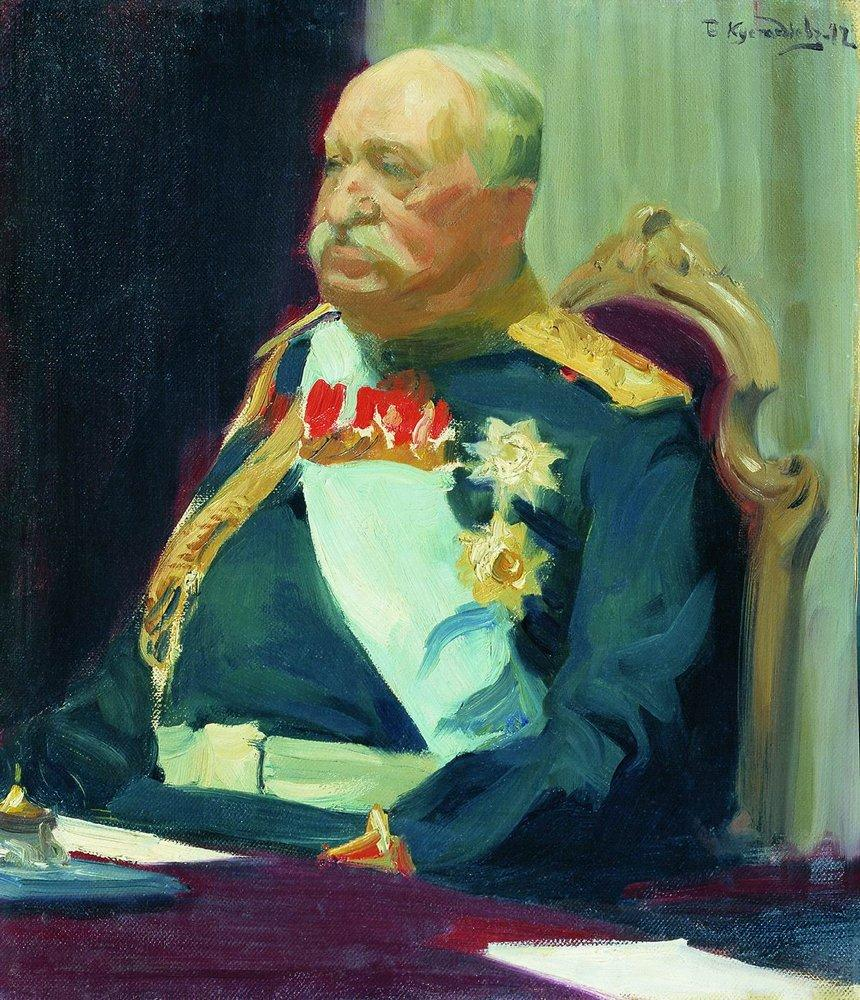
Nikolaï Pavlovitch Ignatiev
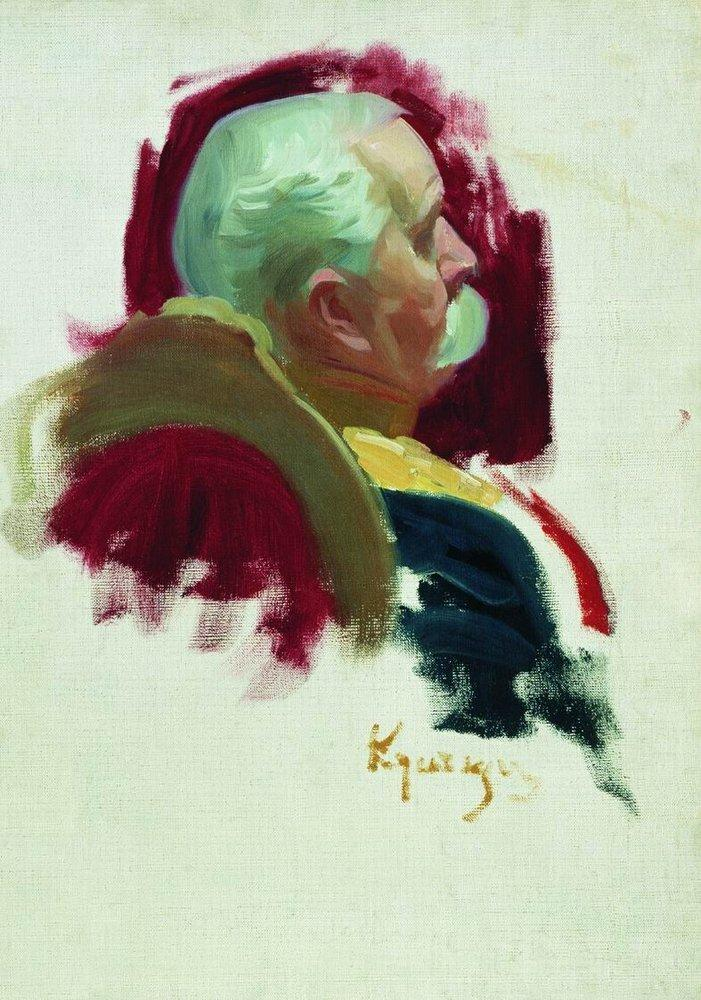
Andreï Alexandrovitch Sabourov
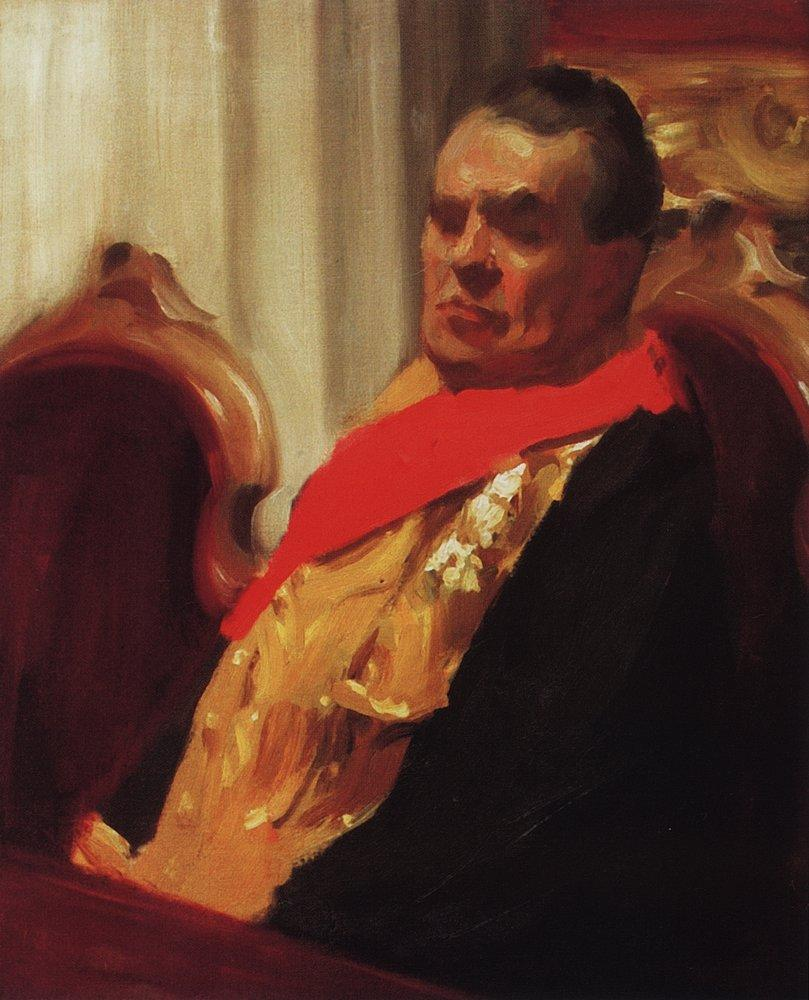
Alexandre Alexandrovitch Polovtsov
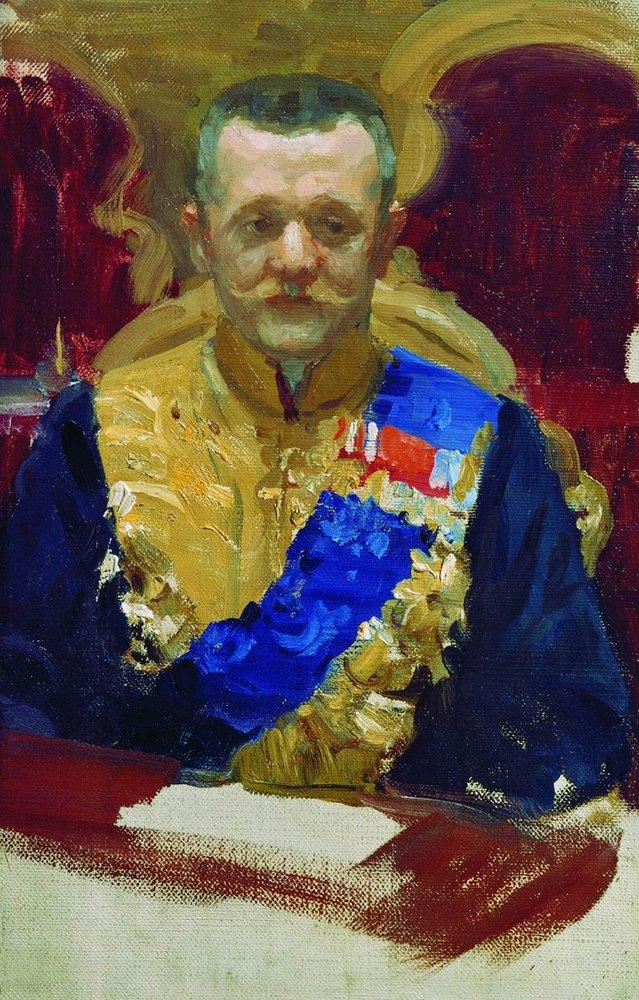
Mikhaïl Nikolaïevitch Mouraviov
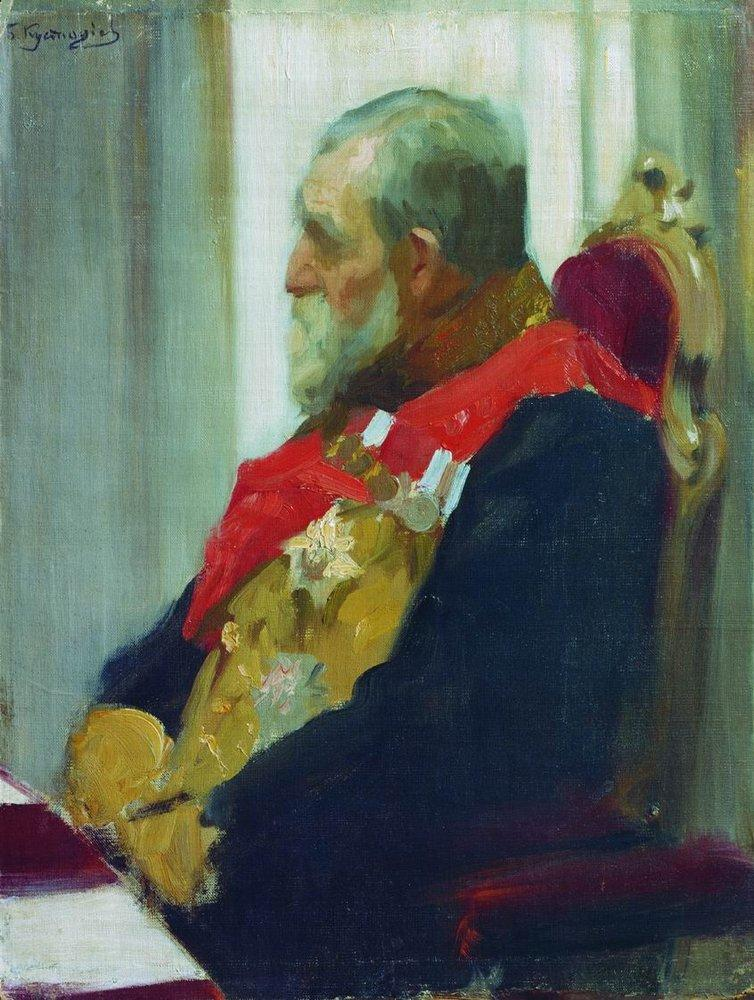
Piotr Ivanovitch Salomon
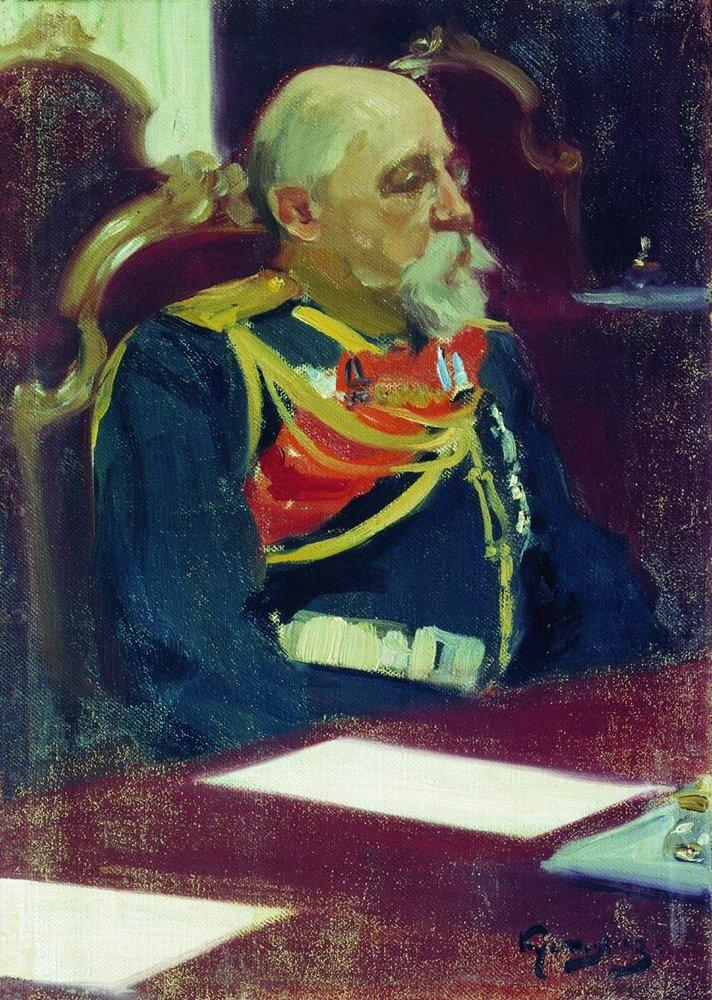
Nikolaï Ivanovitch Bobrikov
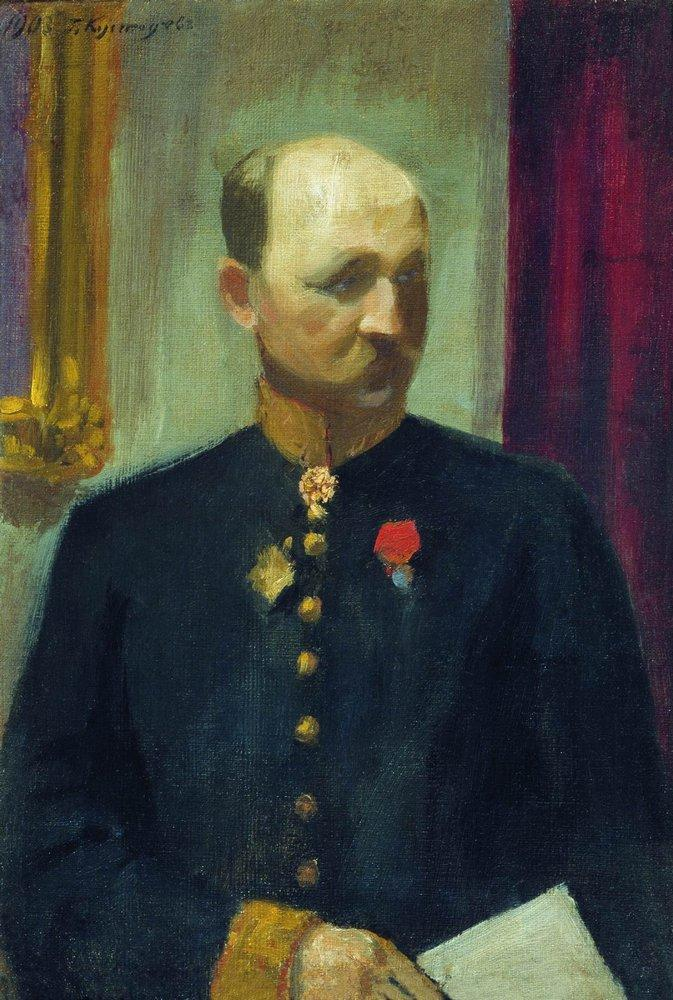
Nikolaï Nikolaïevitch Korevo